# سی‌اف‌ام اینترنشنال سی‌اف‌ام۵۶
 موتورهای سری سی‌اف‌ام اینترنشنال سی‌اف‌ام۵۶ (به انگلیسی: CFM International CFM56) یک خانواده از موتورهای جت توربوفن فرانسوی-آمریکایی با نسبت کنارگذر بالا است که توسط شرکت سی‌اف‌ام اینترنشنال ساخته شده‌است. سی‌اف‌ام اینترنشنال یک شرکت سهامی مشترک با نسبت ۵۰–۵۰ بین شرکت‌های موتورهای هواگرد سفران از فرانسه (که پیش‌تر با نام اسنکما شناخته می‌شد) و جنرال الکتریک اروسپیس از ایالات متحده است. این موتور جت به صورت گسترده در هواپیماهای بوئینگ ۷۳۷ کلاسیک و نسل بعدی، خانواده ایرباس ای۳۲۰ و همچنین ایرباس ای۳۴۰ (سری ۲۰۰ و ۳۰۰) به‌کار رفته‌است. تا سال ۲۰۱۸ بالغ بر ۳۲٬۰۰۰ دستگاه از این موتور به بیش از ۵۵۰ شرکت هواپیمایی تحویل داده شده‌است. این موتور رکوردار بیشترین فروش موتور جت توربوفن در جهان است. نیروی رانش این دسته از موتورهای جت ۱۸۵۰۰ تا ۳۴۰۰۰ پوند-نیرو (۸۲ تا ۱۵۱ کیلونیوتن) است. هر دو شرکتِ مشارکت‌کننده قطعات موتور را در خطوط تولید مجزای خود تولید می‌کنند. جنرال الکتریک کمپرسور پرفشار، محفظه احتراق و توربین پرفشار و سفران فن (پروانه)، جعبه دنده، اگزوز و توربین کم‌فشار را تولید می‌کنند. همچنین برخی از دیگر اجزای موتور توسط شرکت‌های اَویو ایتالیا و هانی‌ول از ایالات متحده ساخته می‌شود. خطوط مونتاژ پایانی موتورها در اوندال ایالت اوهایو و در ویلاروچ فرانسه قرار دارد. در نهایت موتورهای تکمیل شده با نام سی‌اف‌ام اینترنشنال به بازار عرضه می‌شوند. با وجود محدودیت‌های اولیه صادرات قطعات حیاتی موتور به فرانسه از طرف دولت آمریکا، این موتور با چهار نسل اصلی، یکی از متداول‌ترین موتورهای هواپیمای توربوفن در جهان است.
موتور سی‌اف‌ام۵۶ برای نخستین بار در سال ۱۹۷۴به حرکت درآمد. در آوریل ۱۹۷۹ شرکت سرمایه‌گذاری مشترک بین دو شرکت مادر کماکان پس از ۵ سال هیچ سفارشی دریافت نکرده بود و تنها دو هفته تا انحلال فاصله داشت. اما این برنامه هنگامی که خطوط هوایی دلتا، یونایتد ایرلاینز و فلایینگ تایگرز موتور سی‌اف‌ام۵۶ را برای نوسازی موتور هواپیماهای داگلاس دی‌سی-۸ خود انتخاب کردند حفظ شد. همچنین اندکی پس از آن موتور مذکور برای نوسازی ناوگان کی‌سی-۱۳۵ استراتوتانکر نیروی هوایی ایالات متحده انتخاب شد که بزرگترین مشتری موتور سی‌اف‌ام تا آن هنگام بود. از نخستین موتورها در سال ۱۹۸۲ بهره‌برداری شد. در دوران نخست بهره‌برداری از این موتور، چندین حادثه خرابی تیغه فن به وجود آمد که از آن جمله یک نمونه خرابی موتور موجب فاجعه هوایی کگ‌ورث شد. از طرفی برخی از موتورها مشکلاتی ناشی از پرواز در باران و تگرگ را تجربه کردند که این مشکلات با بهینه‌سازی‌های آتی موتور برطرف شد.

## تاریخچه

### سرآغاز
از اواخر دهه ۱۹۶۰، تحقیق اولیه در مورد نسل جدیدی از موتورهای جت تجاری؛ موتورهای توربوفن با کنارگذر بالا در دسته رانش «۱۰ تنی» (۲۰۰۰۰ پوند-نیرو؛ ۸۹ کیلونیوتن) آغاز شد. اسنکما (سفران کنونی) که سابقه بیشتری روی تولید موتورهای نظامی داشت، نخستین شرکتی بود که با هدف ورود به این بازار جدید، به دنبال یک شریک تجاری برای طراحی و ساخت موتور در این کلاس می‌گشت. این شرکت، پرت اند ویتنی،  رولز رویس و جی‌ایی اوییشن را به عنوان شرکای احتمالی در نظر گرفت. در سال ۱۹۷۱ و در حین برگزاری نمایشگاه هوایی پاریس، گرهارد نئومان مدیر عامل وقت جنرال الکتریک و رنه راوود (به فرانسوی: René Ravaud) مدیرعامل وقت اسنکما توافق اولیه برای تأسیس یک شرکت سرمایه‌گذاری مشترک امضا کردند. طی ملاقات‌های بعدی، اصول اولیه پروژه مشترک و تسهیم منافع حاصل از آن مورد توافق قرار گرفت.
در آن زمان، رهبر بازار موتورهای جت تجاری، پرت اند ویتنی بود. جنرال الکتریک در جستجوی موتوری در کلاس بازار جهانی بود و اسنکما نیر به واسطه تولید مشترک موتور توربوفن سی‌اف۶–۵۰ برای هواپیمای ایرباس ای۳۰۰، در این زمینه تجربه داشت. از طرف دیگر، پرت اند ویتنی در نظر داشت تا موتور جی‌تی۸دی خود را برای رقابت در دستهٔ موتورهای ۱۰ تنی بهینه‌سازی کند، در حالی که رولز رویس به دلیل مسائل مالی امکان پرداختن به پروژه‌های جدید را نداشت. پس جنرال الکتریک موفق شد جایگاه شریک تجاری اسنکما برای این برنامه را به دست آورد.
پروژه اسنکما از کشور فرانسه در آن زمان تنها منبع بودجه توسعه یک موتور در این کلاس بود و جنرال الکتریک به همین دلیل پذیرفت که در چارچوب یک همکاری مشترک بر روی آن کار کند. جنرال الکتریک در ابتدا به جای موتور بسیار پیشرفته تر اف۱۰۱ که برای بمب افکن مافوق صوت بی۱-بی لنسر ساخته شده بود، فقط تکنولوژی موتور سی‌اف۶ خود را با اسنکما به اشتراک گذاشت. این شرکت هنگامی که نیروی هوایی ایالات متحده  پروژه هواپیمای ترابری پیشرفته خود را در سال ۱۹۷۲ اعلام کرد، با مشکلی جدی روبرو شد. مشکل از آن‌جا نشأت می‌گرفت که برای رقابت در این پروژه نیازمند بودجه لازم برای توسعه یک موتور ۱۰ تنی بود. در این صورت جنرال الکتریک دو راه بیشتر نداشت؛ یا ساخت موتور با اسنکما یا ساخت موتور مشابه با فناوری پیشرفته توسط خودش. راه دوم به بودجه تحقیقاتی بالایی نیاز داشت و جنرال الکتریک در وهله اول نگران حذف آن شرکت در قرارداد نیروی هوایی در رقابت با پرت اند ویتنی و جنرال موتورز با موتور «پیشرفته» آن‌ها بود. از این رو تصمیم به درخواست مجوز صادرات برای فناوری پیشرفته هستهٔ موتور اف ۱۰۱ گرفت تا با کمک اسنکما بتواند موتور مورد نیاز برنامه نیروی هوایی را بسازد.

### روابط سیاسی و اقتصادی اثرگذار بر اجرای پروژه بین آمریکا و فرانسه
جنرال الکتریک، به عنوان سهام‌دار اصلی در پروژه موتور ۱۰ تنی، در سال ۱۹۷۲ مجوز صادرات هسته موتور اف۱۰۱ را درخواست کرد. دفتر کنترل دارایی‌های وزارت امور خارجه ایالات متحده این درخواست را به دلایل امنیت ملی رد کرد. از جمله این دلایل این بود که فناوری هسته موتور اف۱۰۱ بخشی از سیستم دفاع استراتژیک ملی (بمب افکن بی-۱ لنسر) است و از آنجا که با بودجه وزارت دفاع ساخته شده، صادرات این فناوری به فرانسه تعداد کارگران آمریکایی حاضر در این پروژه را محدود می‌کند. این تصمیم رسمی در تفاهم‌نامه تصمیم امنیت ملی توسط هنری کیسینجر مشاور امنیت ملی در تاریخ ۱۹ سپتامبر ۱۹۷۲ امضا شد.
در حالی که دغدغه‌های امنیت ملی به عنوان زمینه رد این امر ذکر شد، سیاست نیز نقش مهمی در اجرای آن ایفا کرد. این پروژه و مسئله صادرات مرتبط با آن آنقدر مهم تلقی شد که ژرژ پمپیدو رئیس‌جمهور فرانسه مستقیماً از رئیس‌جمهور ایالات متحده، ریچارد نیکسون، تصویب این توافق‌نامه را درخواست کرد و هنری کیسینجر در جلسه روسای جمهور در سال ۱۹۷۲ این موضوع را با رئیس‌جمهور پمپیدو مطرح کرد. مقامات جنرال الکتریک در بالاترین سطح معتقد بودند که داشتن نیمی از بازار بهتر از هیچ است. به نظر آن‌ها اسنکما می‌توانست در نهایت بدون کمک جنرال الکتریک این موتور را بسازد و به این ترتیب بازار از دست جنرال الکتریک خارج می‌شد. از طرفی مقامات دولت نیکسون از این موضوع هراس داشتند که این پروژه سر آغاز پایان رهبری هوافضای آمریکا شود.
همچنین گمانه زنی‌هایی وجود داشت که این مخالفت احتمالاً انتقام‌گیری از دخالت فرانسوی‌ها در متقاعد کردن سوئیس برای خرید یک طرح فرانسوی با نام داسو میلان در رقابت با هواپیمای آمریکایی ال‌تی‌وی‌ای-۷ کرسر ۲ بوده‌است. اما در پایان سوئیسی‌ها هیچ‌یک از آن دو هواپیما را خریداری نکرده و در عوض جنگنده سبک‌وزن نورثروپ اف-۵ را برگزیدند.

#### ۱۹۷۳ جلسه نیکسون - پمپیدو

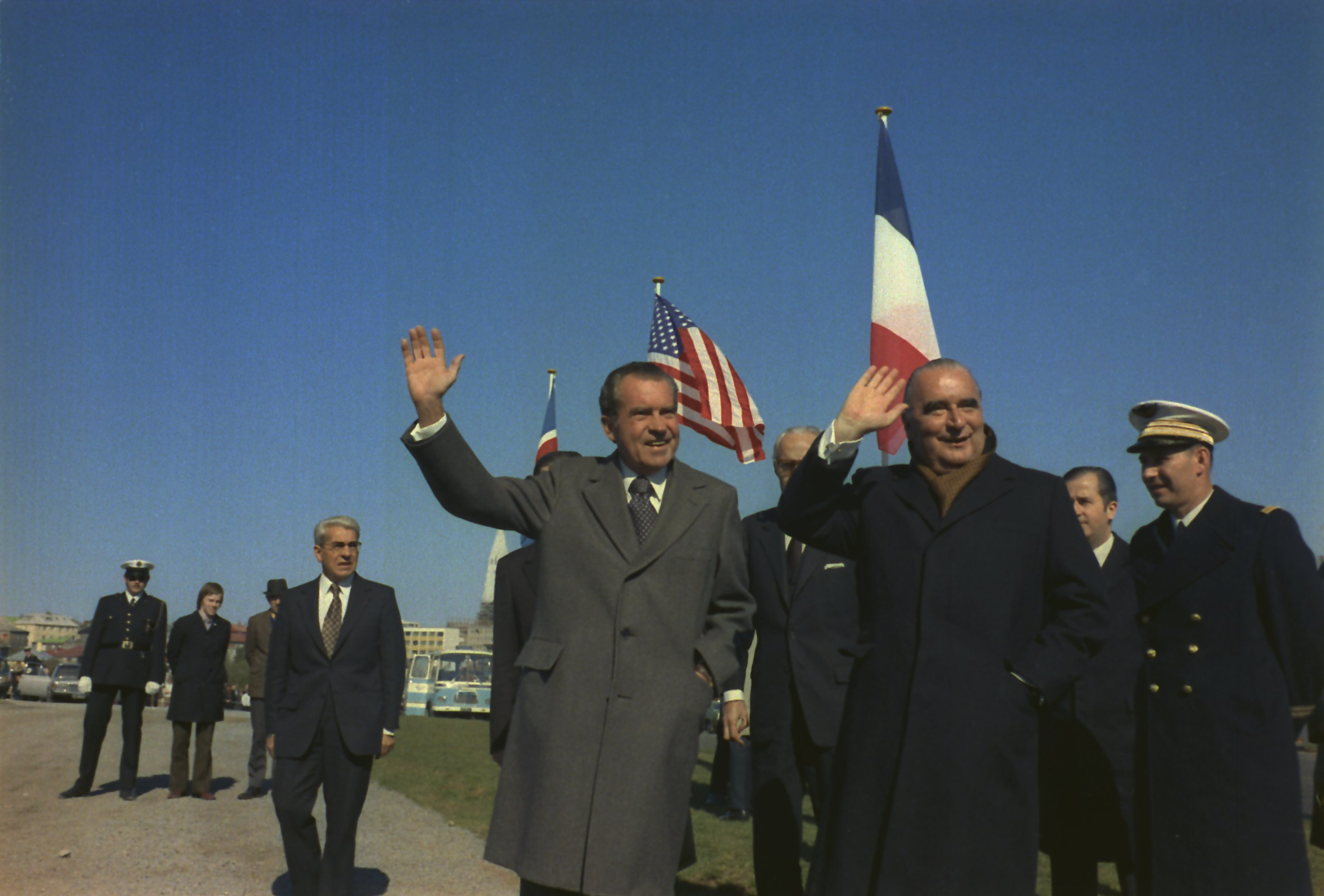
رئیس‌جمهور آمریکا نیکسون (چپ) و رئیس‌جمهور فرانسه ژرژ پومپیدو (سمت راست) پیش از اجلاس سران آمریکا و فرانسه در ۱۹۷۳ در ریکیاویک، ایسلند

با وجود رد مجوز صادرات، هر دو طرف فرانسوی و آمریکایی همچنان برای صدور مجوز صادرات فناوری اف-۱۰۱ به نیکسون فشار آوردند. تلاش‌ها در طی ماه‌های پس از رد درخواست ادامه یافت. در نقطه اوج این تلاش‌ها، موضوع این موتور به یک بخش از برنامهٔ نشست سال ۱۹۷۳ بین روسای جمهور دو کشور، نیکسون و پمپیدو در ریکیاویک تبدیل شد. بحث و گفتگو در این جلسه منجر به توافقی شد که امکان توسعه سی‌اف‌ام۵۶ را فراهم می‌آورد. توافقی که حاصل شد، به دولت آمریکا اطمینان می‌داد که فناوری‌های حساس هستهٔ اصلی موتور محرمانه باقی خواهد ماند، چون قرار شد قسمت‌هایی که جنرال الکتریک از اف۱۰۱ نظامی تولید می‌کرد، در داخل ایالات متحده ساخته شود و سپس به فرانسه حمل گردد. همچنین بر اساس توافق‌نامه سرمایه‌گذاری مشترک مقرر شد شرکت جدید مبلغ ۸۰ میلیون دلار به عنوان حق امتیاز توسعه هسته موتور اف-۱۰۱ به دولت آمریکا بپردازد (مبلغ ۲۰٬۰۰۰ دلار برای هر موتور محاسبه شده بود). از طرفی اسناد فاش نشده‌ای در سال ۲۰۰۷ نشان داد که یک جنبه مهم توافق‌نامه صادرات این موتور جدید، موافقت دولت فرانسه با عدم پیگیری تعرفه واردات هواپیماهای آمریکایی به اروپا بوده‌است.

### سی‌اف‌ام اینترنشنال

لوگوی فعلی شرکت سی‌اف‌ام اینترنشنال

با صدور مجوز صادرات از طرف خزانه داری آمریکا، جنرال الکتریک و اسنکما در سال ۱۹۷۴یک شرکت سرمایه‌گذاری مشترک با نسبت سهام ۵۰–۵۰ به نام سی‌اف‌ام اینترنشنال تأسیس کردند که تولید و بازاریابی موتور جدید ۱۰ تنی با نام سی‌اف‌ام۵۶ را عهده‌دار شد. نام این شرکت برگرفته از تلفیق نام دو موتور اولیه موجود در این برنامه به نام‌های سی‌اف۶ از جنرال الکتریک و ام۵۶ از اسنکما است. این شرکت دو نقش اصلی داشت؛ اول مدیریت پروژه مشترک شرکت‌های مادر و دوم بازاریابی، فروش و تعمیرات موتور در تماس با مشتریان. سی‌اف‌ام‌آی مسئول تصمیم‌گیری روزمره برای این پروژه شد، اما تصمیم‌های کلان، مانند توسعه یک نوع جدید از موتور، به صورت مشترک توسط مدیران شرکت‌های مادر گرفته می‌شد.
هیئت مدیره کنونی سی‌اف‌ام‌آی به‌طور مساوی بین سفران و جنرال الکتریک (هر یک پنج عضو) تقسیم شده‌است. در این شرکت دو معاون مدیرعامل از هر کدام از شرکت‌های مادر وجود دارد که از مدیرعامل سی‌اف‌ام‌آی تبعیت می‌کنند.
تقسیم کار بین دو شرکت به این نحو صورت پذیرفت که جنرال الکتریک مسئول تأمین کمپرسور پرفشار، محفظهٔ احتراق و توربین پرفشار و اسنکما مسئول طراحی و ساخت فن، کمپرسور کم‌فشار و توربین کم‌فشار شد. از طرفی اسنکما مسئولیت مهندسی اولیه یکپارچه‌سازی بدنه خارجی را نیز بر عهده داشت و بخش عمدهٔ این فعالیت مربوط به طراحی نگهدارنده و پوشش موتور بود. همچنین در ابتدا مسئولیت طراحی جعبه‌دنده نیز به اسنکما واگذار شده بود، اما پس از مدتی اسنکما این کار را به جنرال الکتریک واگذار کرد. دلیل این تصمیم، عملکرد بهتر جنرال الکتریک در این حوزه و هماهنگی بیشترِ آن، حین سرهم‌بندی دیگر قطعات ساخته شده توسط آن شرکت بود.

## توسعه

### بررسی اجمالی
توسعهٔ موتور جدید به‌طور رسمی پیش از ایجاد شرکت سی‌اف‌ام‌آی آغاز شده بود. کار به‌طور بی‌نقصی پیش می‌رفت اما بعضی اوقات شرایط پیچیده‌ای هم پیش می‌آمد؛ مثلاً هر دو شرکت دارای خط مونتاژ این موتور جت بودند، پس بعضی از موتورها در آمریکا و برخی در فرانسه مونتاژ و آزمایش شدند. موتورهای مونتاژ شده در فرانسه مشمول توافق‌نامه صادرات اولیه سختگیرانه بودند، به این معنی که هسته موتور توسط جنرال الکتریک در ایالات متحده ساخته و به کارخانه اسنکما در فرانسه ارسال می‌شد و در آنجا در یک اتاق مهر و موم شده قرار می‌گرفت که حتی مدیر عامل اسنکما نیز مجاز به ورود به آن محل نبود. سپس قطعات ساخته شده توسط اسنکما (بخش‌های جلو و عقب موتور) در حضور کارمندان جنرال الکتریک وارد اتاق شده و توسط آن‌ها بر روی هستهٔ موتور سوار می‌شد تا مونتاژ موتور به پایان برسد.
نخستین موتور تکمیل شده سی‌اف‌ام۵۶ برای نخستین بار در ژوئن ۱۹۷۴ و دومین موتور در اکتبر همان سال در کارخانه جنرال الکتریک به حرکت درآمد. موتور سوم به فرانسه ارسال شد و در تاریخ ۱۳ دسامبر ۱۹۷۴ در کارخانه اسنکما به حرکت درآمد. این موتورهای اولیه، برخلاف نمونه‌های آزمایشی، به عنوان نخستین نوع از موتور جدید با نام سی‌اف‌ام۵۶–۲ معرفی شدند.
موتور جدید برای نخستین بار در فوریه ۱۹۷۷ جایگزین یکی از چهار موتور جت جی‌تی۸دی هواپیمای وای‌سی-۱۵شد و به پرواز درآمد. هواپیمای مذکور در رقابت برای انتخاب یک هواپیمای ترابری جدید برای نیروی هوایی شرکت داشت. بلافاصله پس از آن موتور دوم بر روی یک فروند هواپیمای سود اویاسیون در مرکز آزمایش پرواز اسنکما سوار شد. پیکربندی این موتور با نمونه پیشین متفاوت بود؛ این موتور به جای یک مجرای کنار گذر کوتاه با جریان اگزوز مخلوط نشده، یک مجرای کنار گذر بلند و جریان اگزوز مختلط داشت و نخستین موتور مجهز به «سیستم مدیریت رانش» برای حفظ بهتر تنظیم موتور بود.

### نخستین مشتریان
پس از چندین سال آزمایش در شرایط زمینی و پروازی، سی‌اف‌ام‌آی در صدد جذب مشتریان جدید برآمد. هدف، جذب قراردادهای موتورسازی مجدد برای هواپیماهای مسافربری داگلاس دی‌سی-۸ و بوئینگ ۷۰۷ (شامل هواپیمای سوخت رسان مربوطه) بود. مشتریان در ابتدا به موتور جدید علاقه کمی داشتند، اما بوئینگ دریافت که سی‌اف‌ام۵۶ ممکن است راه حل مناسبی برای فائق آمدن بر قوانین جدید صدای تولیدی توسط موتورهای جت باشد. بوئینگ در سال ۱۹۷۷ اعلام کرد پیکربندی ۷۰۷ با موتور سی‌اف‌ام۵۶ برای آزمایش پرواز تغییر می‌یابد و در سال ۱۹۷۸ رسماً ۷۰۷–۳۲۰ جدید با موتور سی‌اف‌ام۵۶ را به عنوان گزینهٔ جدید و با نام بوئینگ ۷۰۷–۷۰۰ به بازار معرفی کرد. اما شرکت‌های هواپیمایی به موتورسازی مجدد ۷۰۷ علاقه کمی نشان دادند و بوئینگ در سال ۱۹۸۰، برنامه ۷۰۷–۷۰۰ را بدون فروش هواپیما خاتمه داد. ۷۰۷ تجاری با سی‌اف‌ام۵۶ اگرچه در فروش شکست خورد، اما عملاً کمک کرد که قرارداد بعدی؛ یعنی موتورسازی مجدد کی‌سی-۱۳۵ منعقد شود.

#### کی‌سی-۱۳۵آر

نمای روبرو از تاکسی کردن چند فروند هواپیمای کی‌سی-۱۳۵آر با موتور جدید پیش از برخاستن. موتورهای جدید سی‌اف‌ام۵۶–۲ با کنارگذر بالا هستند.

قرارداد نوسازی موتورهای ناوگان سوخت‌رسان کی‌سی-۱۳۵ نیروی هوایی آمریکا (با بیش از ۶۰۰ فروند سوخت‌رسان) می‌توانست یک موفقیت بزرگ برای موتور سی‌اف‌ام۵۶ باشد؛ بنابراین، سی‌اف‌ام‌آی در سال ۱۹۷۷ پیشنهاد اولیه خود را به نیروی هوایی فرانسه و آمریکا ارائه و آن را با جدیت دنبال کرد. در به سرانجام رسیدن این پیشنهاد، یکی از عوامل مؤثر، سیاست‌های بین‌المللی بود؛ دولت فرانسه در سال ۱۹۷۸ در تلاش برای تقویت شانس سی‌اف‌ام۵۶ در مقابل رقبایش، پرت اند ویتنی تی‌اف-۳۳ و جی‌تی۸دی به روز شده، اعلام کرد که هر ۱۱ فروند تانکر سوخت‌رسان کی‌سی-۱۳۵ خود را با موتور جدید سی‌اف‌ام۵۶ به‌روزرسانی خواهد کرد. این نخستین سفارش رسمی برای موتور جدید سی‌اف‌ام بود.
در ژانویه ۱۹۸۰ نیروی هوایی ایالات متحده نیز سی‌اف‌ام۵۶ را برنده قرارداد موتور جدید سوخت‌رسان کی‌سی-۱۳۵ اعلام کرد. مقامات نیروی هوایی اعلام کردند که از احتمال تعویض موتورهای پرات اند ویتنی جی۵۷ کنونی هواپیمای کی‌سی-۱۳۵ای خوشحالند. آنها موتور جی۵۷ را «پر سروصداترین، کثیف‌ترین، ناکارآمدترین و پرمصرف‌ترین موتور جت در حال استفاده» نامیدند. هواپیمای بهینه‌سازی شده با موتور جدید کی‌سی-۱۳۵آر نام‌گذاری شد. سی اف‌ام۵۶ مزایای زیادی برای کی‌سی-۱۳۵ به ارمغان آورد که از آن جمله می‌توان به کاهش مسافت لازم برای برخاست تا ۳۵۰۰ پا (۱۱۰۰ متر)، کاهش مصرف کلی سوخت به مقدار ۲۵ درصد، کاهش نویز تولیدی موتور به مقدار ۲۴ دسی‌بل و کاهش کلی هزینه عملیاتی موتور اشاره کرد. با توجه به این مزایا، نیروی دریایی ایالات متحده هم موتور سی‌اف‌ام۵۶–۲ را برای نیروبخشی به نوع دیگر بوئینگ ۷۰۷، ایی-۶ مرکوری انتخاب کرد. در سال ۱۹۸۴ نیروی هوایی سلطنتی عربستان سعودی سی‌اف‌ام۵۶–۲ را برای تأمین نیروی هواپیماهای آواکس ایی-۳ سنتری (نوعی هواپیمای آواکس برپایه بوئینگ ۷۰۷) خود انتخاب کرد. به زودی هواپیماهای ایی-۳ بریتانیا و فرانسه نیز به موتور سی‌اف‌ام۵۶–۲ مجهز شدند.

#### دی‌سی-۸

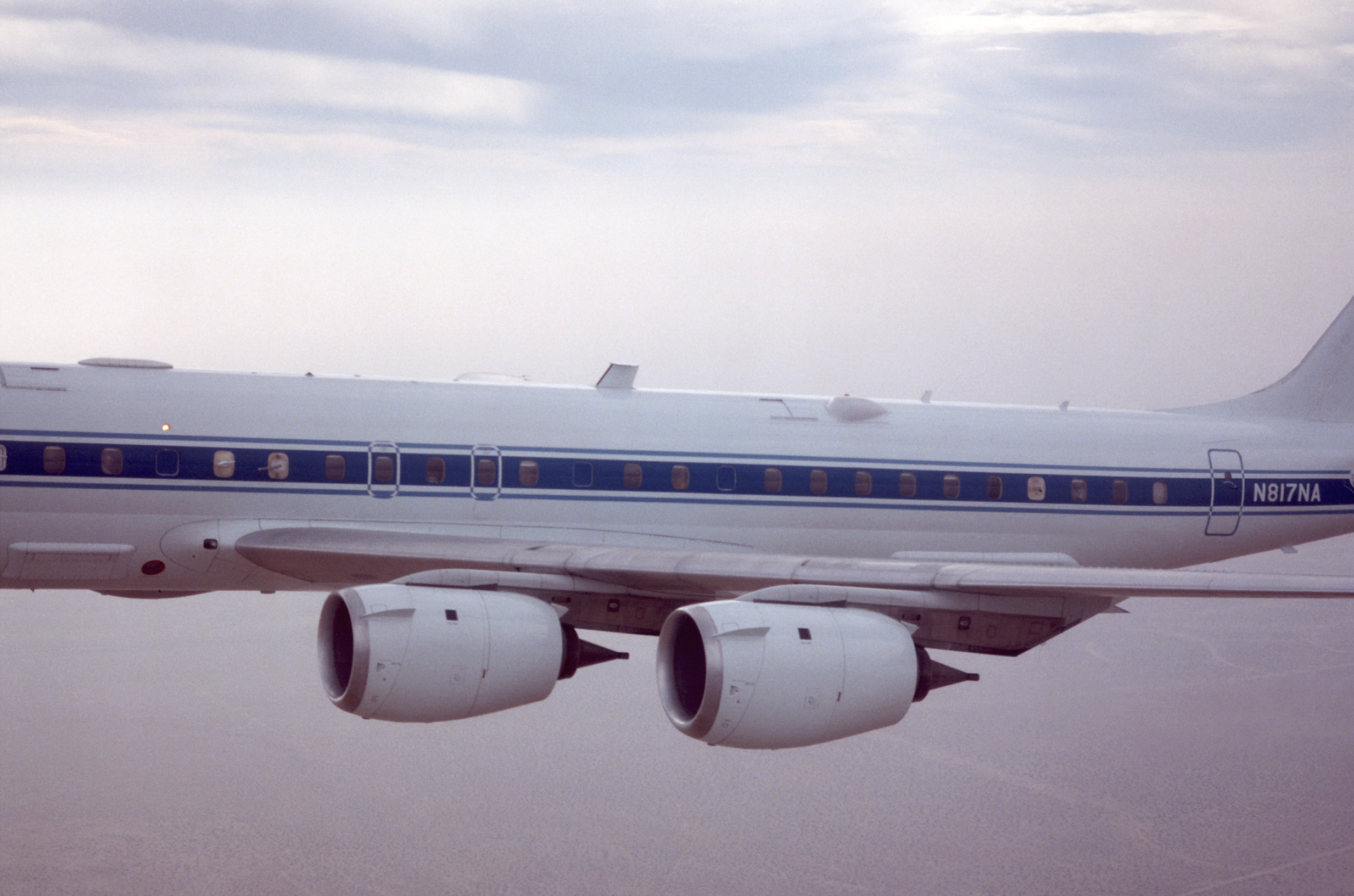
سی‌اف‌ام۵۶ نصب شده بر روی دی‌سی-۸

در اواخر دهه ۱۹۷۰، شرکت‌های هواپیمایی می‌خواستند پیش از خرید هواپیماهای جدیدتر، کم صداتر و کارآمدتر، هواپیماهای قدیمی داگلاس دی‌سی-۸ خود را موقتاً به‌روز کنند. به دنبال سفارش کی‌سی-۱۳۵های فرانسوی در سال ۱۹۷۸، در آوریل ۱۹۷۹ هواپیمایی یونایتد ایرلاینز برای ارتقاء ۳۰ فروند هواپیمای دی‌سی-۸–۶۱ خود با موتور سی‌اف‌ام۵۶–۲ سفارش‌گذاری کرد. از آنجا که جنرال الکتریک و اسنکما تنها دو هفته تا توقف برنامه توسعه موتور به دلیل عدم جذب مشتری فاصله داشتند، این سفارش برای تضمین توسعه سی‌اف‌ام۵۶ حیاتی بود. این سفارش نخستین خرید تجاری (نه دولتی یا نظامی) این موتور جدید بود. پس از این سفارش، خطوط هوایی دلتا و فلایینگ تایگرز نیز همین تصمیم را گرفتند و به این ترتیب، سی‌اف‌ام۵۶ در بازار هواپیماهای غیرنظامی جایگاه محکمی پیدا کرد. در تاریخ ۲۴ آوریل ۱۹۸۲ نخستین پرواز تجاری این موتور با هواپیمای داگلاس دی‌سی-۸ شرکت دلتا در مسیر آتلانتا به ساوانا انجام شد. در این روز موتور سی‌اف‌ام۵۶ به صورت رسمی معرفی شد.

#### بوئینگ ۷۳۷

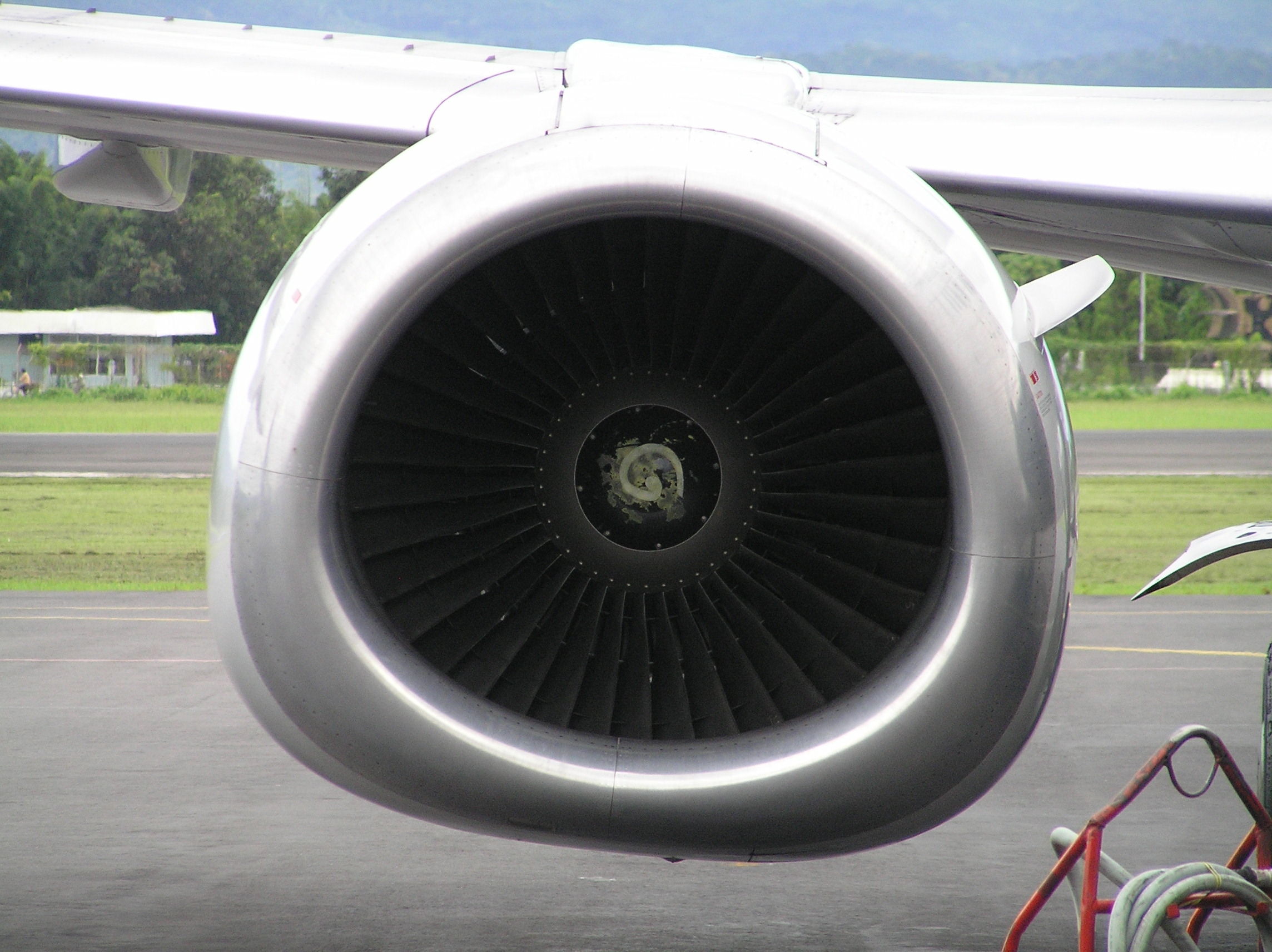
ورودی هوای یک موتور سی‌اف‌ام۵۶–۳ در یک فروند بوئینگ ۷۳۷ سری ۴۰۰ که طراحی غیر دایره‌ای را نشان می‌دهد.

در اوایل دهه ۱۹۸۰، بوئینگ، سی‌اف‌ام۵۶–۳ را به عنوان موتور انحصاری هواپیمای بوئینگ ۷۳۷–۳۰۰ انتخاب کرد. بال‌های ۷۳۷ نسبت به هواپیماهای پیشین مجهز به موتور سی‌اف‌ام۵۶ به زمین نزدیک‌تر بودند و نیاز به اصلاحات مختلفی برای جانمایی موتور داشتند. از این رو قطر فن ورودی موتور کاهش یافت که این امر باعث کاهش نسبت کنار گذر موتور نیز شد. همچنین گیربکس جانبی موتور از پایین آن (موقعیت ساعت ۶) به کنار موتور (موقعیت ساعت ۹) منتقل شد. از طرفی پوشش خارجی موتور به شکلی متمایز با کف مسطح طراحی شد. این سطح صاف زیرین موتور، از نمای روبرو، هنوز هم مشخصه اصلی تشخیص این نوع هواپیماست. از طرفی، به دلیل کاهش نسبت کنار گذر، میزان کلی رانش هواپیما از ۲۴۰۰۰ به ۲۰۰۰۰ پوند-نیرو (۱۰۷ به ۸۹ کیلونیوتن) کاهش یافت.
با وجود سفارش اولیه پایین برای بیست فروند ۷۳۷–۳۰۰ از طرف تنها دو شرکت هواپیمایی، بیش از ۵۰۰۰ هواپیمای بوئینگ ۷۳۷ کلاسیک تا آوریل ۲۰۱۰ با موتورهای توربوفن سی‌اف‌ام۵۶ تحویل داده شد.

### توسعه مداوم

#### برنامه‌های تِک۵۶ و تِک اینسرشن

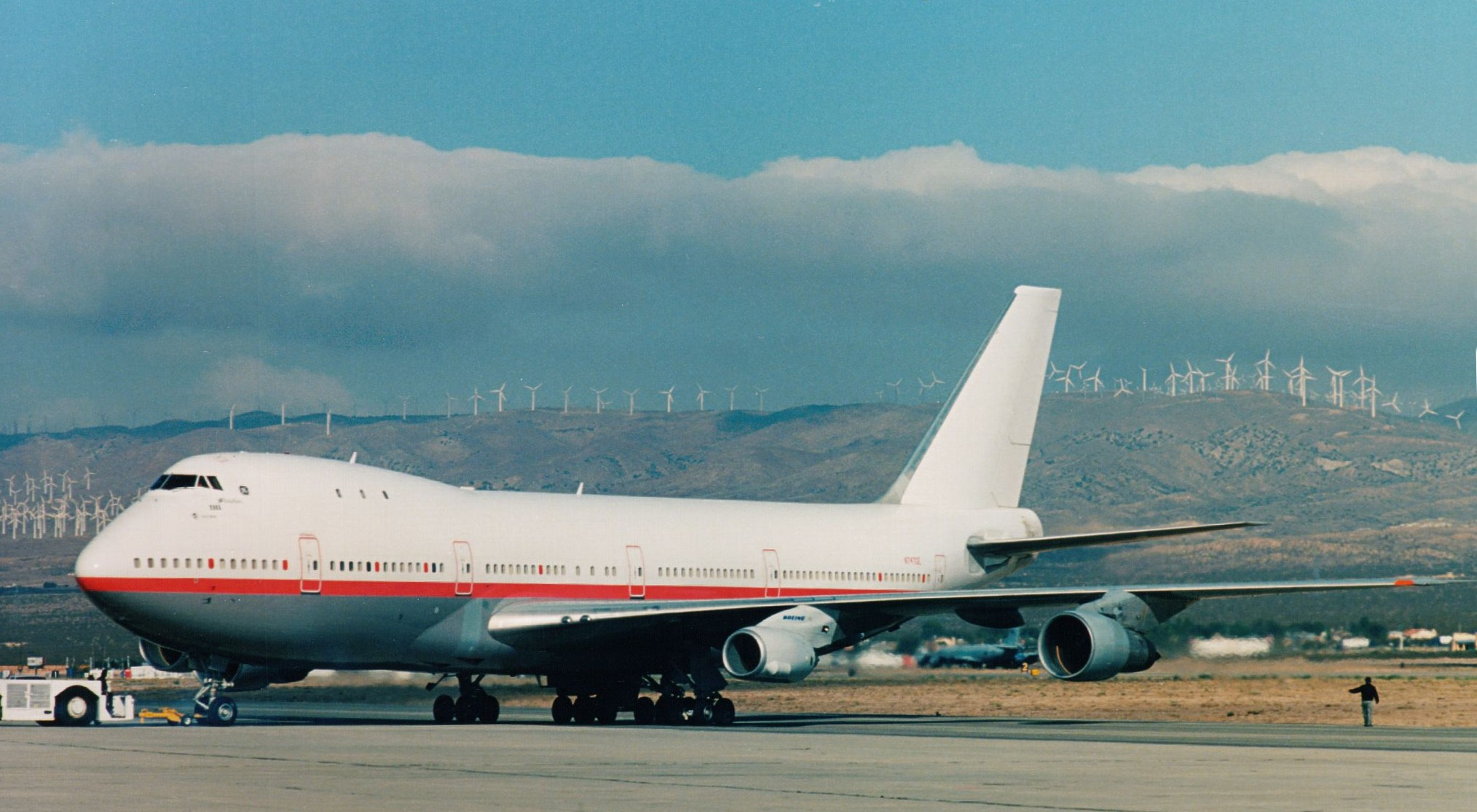
آزمون یک دستگاه سی‌اف‌ام۵۶ بر روی بستر آزمون ۷۴۷ جنرال الکتریک

در سال ۱۹۹۸سی‌اف‌ام‌آی برنامه توسعه و نمایش "تک۵۶" (به انگلیسی: Tech56) را آغاز کرد تا موتوری برای هواپیماهای تک راهرو جدید (که پیش‌بینی می‌شد توسط ایرباس و بوئینگ ساخته خواهند شد) بسازد. این برنامه بر توسعه فناوری‌های جدید برای موتور آینده و نه ایجاد یک طراحی کاملاً جدید متمرکز شده بود. وقتی مشخص شد که ایرباس و بوئینگ قصد ندارند هواپیماهای کاملاً جدیدی را برای جایگزینی ۷۳۷ و ای۳۲۰ بسازند، سی‌اف‌ام‌آی تصمیم گرفت برخی از آن فناوری‌های تک۵۶ را در قالب سی‌اف‌ام۵۶ و تحت نام برنامه «تک اینسرشن» (به انگلیسی: Tech Insertion) ارائه کند. این برنامه بیشتر بر روی سه بخش کارایی بالاتر مصرف سوخت، هزینه تعمیر و نگهداری پایین‌تر و انتشار کمتر گاز و صدا متمرکز شده بود. در سال ۲۰۰۴، سی‌اف‌ام‌آی یک بسته شامل طراحی مجدد تیغه‌های کمپرسور فشار قوی و محفظه احتراق و بهبود اجزای توربین پرفشار و کم‌فشار ارائه نمود. این بهینه‌سازی‌ها منجر به بهبود کارایی مصرف سوخت و انتشار کمتر اکسیدهای نیتروژن (NOx) شد. اجزای جدید موتور همچنین باعث کاهش فرسودگی آن شد و هزینه تعمیر و نگهداری را در حدود ۵٪ کاهش داد. موتورهای بهینه‌سازی شده در سال ۲۰۰۷ سرویس‌دهی را شروع کرد و تمام موتورهای جدید سی‌اف‌ام۵۶–۵بی و سی‌اف‌ام۵۶–۷بی نیز بر اساس این بهینه‌سازی ساخته شدند. سی‌اف‌ام‌آی همچنین قطعات مورد استفاده را به عنوان کیت به‌روزرسانی برای موتورهای موجود ارائه داد.

#### سی‌اف‌ام۵۶–۷بی «تکامل»
در سال ۲۰۰۹ سی‌اف‌ام‌آی آخرین به‌روزرسانی موتور سی‌اف‌ام۵۶، «سی‌اف‌ام۵۶–۷بی تکامل» (به انگلیسی: CFM56-7B Evolution) یا سی‌اف‌ام۵۶–۷بی‌ایی را اعلام کرد. این به‌روزرسانی با بهینه‌سازی‌های بوئینگ ۷۳۷ نسل بعد (شامل توربین‌های کم‌فشار و پرفشار با آیرودینامیک بهتر و خنک‌کنندگی بهترِ موتور) همراه بود. سی‌اف‌ام‌آی انتظار داشت که این تغییرات منجر به کاهش ۴ درصدی در هزینه‌های تعمیر و نگهداری و بهبود ۱ درصدی در مصرف سوخت (۲ درصد بهبود شامل تغییرات پوشش موتور برای ۷۳۷ جدید) شود. اما آزمایش‌های زمینی و پروازی که در ماه مه ۲۰۱۰ به پایان رسید نشان داد که میزان بهبود مصرف سوخت بهتر از مقدار مورد انتظار و به میزان ۱٫۶ درصد بوده‌است. اداره هوانوردی فدرال و آژانس ایمنی هوانوردی اروپا موتور سی‌اف‌ام۵۶–۷بی‌ایی را پس از ۴۵۰ ساعت آزمایش، در ۳۰ ژوئیه ۲۰۱۰ تأیید کردند و تحویل آن از اواسط سال ۲۰۱۱ آغاز شد.
موتور سی‌اف‌ام۵۶–۵بی/۳ پی‌آی‌پی (پکیج بهبود عملکرد) شامل این فناوری‌ها و تغییرات سخت‌افزاری جدید برای کاهش مصرف سوخت و هزینه تعمیر و نگهداری کمتر است. نخستین هواپیما از خانواده ایرباس ای۳۲۰ در اواخر سال ۲۰۱۱ به این نسخه از موتور مجهز شد.

#### لیپ
لیپ یک موتور جدید است که به منظور جایگزینی سی‌اف‌ام۵۶ طراحی شده‌است. این موتور با استفاده از مواد کامپوزیت بیشتر و دستیابی به نسبت کنارگذر بالاتر، از کارایی بهتری نسبت به موتور مادر (۱۶ درصد) برخوردار است. بهره‌برداری از لیپ از سال ۲۰۱۶ شروع شد. این موتور هم‌اکنون بر روی هواپیماهای خانواده ایرباس ای۳۲۰ نئو نصب شده‌است.

## تاریخچه عملیاتی
موتور سی‌اف‌ام۵۶ تا ژوئن سال ۲۰۱۶، با بیش از ۸۰۰ میلیون ساعت پرواز، پرکاربردترین موتور توربوفن با کنار گذر بالا در هواپیماها بود و پیش‌بینی می‌شد این رکورد تا سال ۲۰۲۰ با نرخ یک میلیون ساعت پرواز در هر هشت روز، به یک میلیارد ساعت پرواز برسد. هواپیماهای بیش از ۵۵۰ خط هوایی در جهان به این موتور مجهزند و در هر لحظه بیش از ۲۴۰۰ فروند هواپیمای جت با این موتور پرواز می‌کنند. موتور سی‌اف‌ام۵۶ از قابلیت اعتمادپذیری بالایی برخوردار است؛ یعنی در دوره‌های کوتاه مدت خرابی منجر به زمین‌گیر شدن هواپیما ندارد. از همین رو مدت زمان متوسط نصب بودن موتور سی‌اف‌ام۵۶ روی بال هواپیما پیش از نخستین بازگشایی و تعمیر، در نسخه‌های اولیه ۳۰هزار ساعت بود که این رکورد به ۵۰هزار ساعت هم رسید.
تا ژوئیه سال ۲۰۱۶ بالغ بر ۳۰ هزار دستگاه موتور شامل ۹٬۸۶۰ دستگاه موتور سی‌اف‌ام۵۶–۵ برای ایرباس ای۳۲۰سئو و ای۳۴۰ سری ۲۰۰ و ۳۰۰ و بیش از ۱۷٬۳۰۰ دستگاه موتور سی اف‌ام۵۶–۳ یا ۷بی برای هواپیماهای بوئینگ ۷۳۷ کلاسیک و ۷۳۷ نسل بعد ساخته شده‌است. در ژوئیه سال ۲۰۱۶ سی‌اف‌ام دارای ۳٬۰۰۰ سفارش تحویل نشده موتور بود. لوفت‌هانزا، مشتری آغازین ایرباس ای ۳۴۰ با موتور سی‌اف‌ام۵۶–۵سی، یک دستگاه موتور با بیش از ۱۰۰ هزار ساعت پرواز در اختیار دارد که از ۱۶ نوامبر ۱۹۹۳مشغول به کار است و تاکنون چهار بار تعمیر اساسی شده‌است. تا سال ۲۰۱۶ سی‌اف‌ام‌آی بالغ بر ۱٬۶۶۵ دستگاه موتور سی‌اف‌ام۵۶ را به مشتریان تحویل داده بود و ۸۷۶ سفارش در دست تحویل داشت. این شرکت قصد دارد تا قطعات یدکی سی‌اف‌ام۵۶ را سال ۲۰۴۵ تولید کند.
تا اکتبر سال ۲۰۱۷ سی‌اف‌ام بیش از ۳۱٬۰۰۰ دستگاه موتور تحویل داده بود که ۲۴٬۰۰۰ دستگاه آن توسط ۵۶۰ کاربر در حال استفاده بود. این موتور از سال ۱۹۹۶ تاکنون موفق به کسب رکورد ۵۰۰ میلیون چرخهٔ پرواز و ۹۰۰ میلیون ساعت پرواز شامل بیش از ۱۷۰ میلیون چرخهٔ پرواز و ۳۰۰ میلیون ساعت پرواز برای بوئینگ ۷۳۷ نسل بعد و بیش از ۱۰۰ میلیون چرخه و ۱۸۰ میلیون ساعت پرواز برای خانواده ایرباس ای۳۲۰ سئو شده‌است. تا ژوئن سال ۲۰۱۸ تعداد ۳۲٬۶۴۵ دستگاه موتور به مشتریان تحویل داده شده‌است. با این وجود، همچنان تقاضای زیادی برای تولید این موتور وجود دارد.
تا ژوئن سال ۲۰۱۹ ناوگان موتور سی‌اف‌ام۵۶ از یک میلیارد ساعت پرواز موتور (نزدیک به ۱۱۵ هزار سال) پیشی گرفته و بیشتر از ۳۵ میلیارد نفر را بیش از هشت میلیون بار در سراسر جهان حمل کرده‌است.
تولید موتور سی‌اف‌ام۵۶ با تحویل آخرین موتور بوئینگ ۷۳۷ نسل بعد در سال ۲۰۱۹ به پایان خواهد رسید. همچنین آخرین موتور ایرباس ای۳۲۰ سئو در ماه مه سال ۲۰۲۰ تحویل داده خواهد شد. تولید این موتور در سطح کم برای ۷۳۷های نظامی و موتورهای یدکی ادامه خواهد یافت و در سال ۲۰۲۴ به پایان خواهد رسید. این موتور در حال حاضر با اختلاف، رکورد بیشترین فروش موتور جت توربوفن در جهان را دارد که بر روی چندین نوع از هواپیماهای نظامی و غیرنظامی نصب شده‌است.

## طرح

### خلاصه
سی‌اف‌ام۵۶ یک موتور توربوفن با ضریب کنارگذر بالا با چندین نوع نسبت کنارگذر از ۵:۱ تا ۶:۱ است که بین ۱۸٬۵۰۰ تا ۳۴٬۰۰۰ پوند-نیرو (۸۰ کیلونیوتن تا ۱۵۰ کیلونیوتن) رانش تولید می‌کند. منظور از کنارگذر بالا این است که بیشتر هوای شتاب یافته توسط فن ورودی، از کنار هسته موتور عبور می‌کند و به شکل گاز خروجی از انتهای موتور خارج می‌شود. انواع مختلف این موتور دارای یک طرح مشترک اما با جزئیات متفاوت هستند. سی‌اف‌ام۵۶ یک موتور با دو شفت (یا دو محور) است که یکی برای فشار بالا و دیگری برای فشار پایین طراحی شده‌است. هرکدام از این دو شفت با توربین‌های مخصوص به خود (به ترتیب توربین‌های پرفشار و کم‌فشار) تغذیه می‌شوند. فن و تقویت کننده (کمپرسور کم‌فشار) مانند بخش‌های کمپرسور، محفظه احتراق و توربین تکامل یافته‌است.

### محفظه احتراق

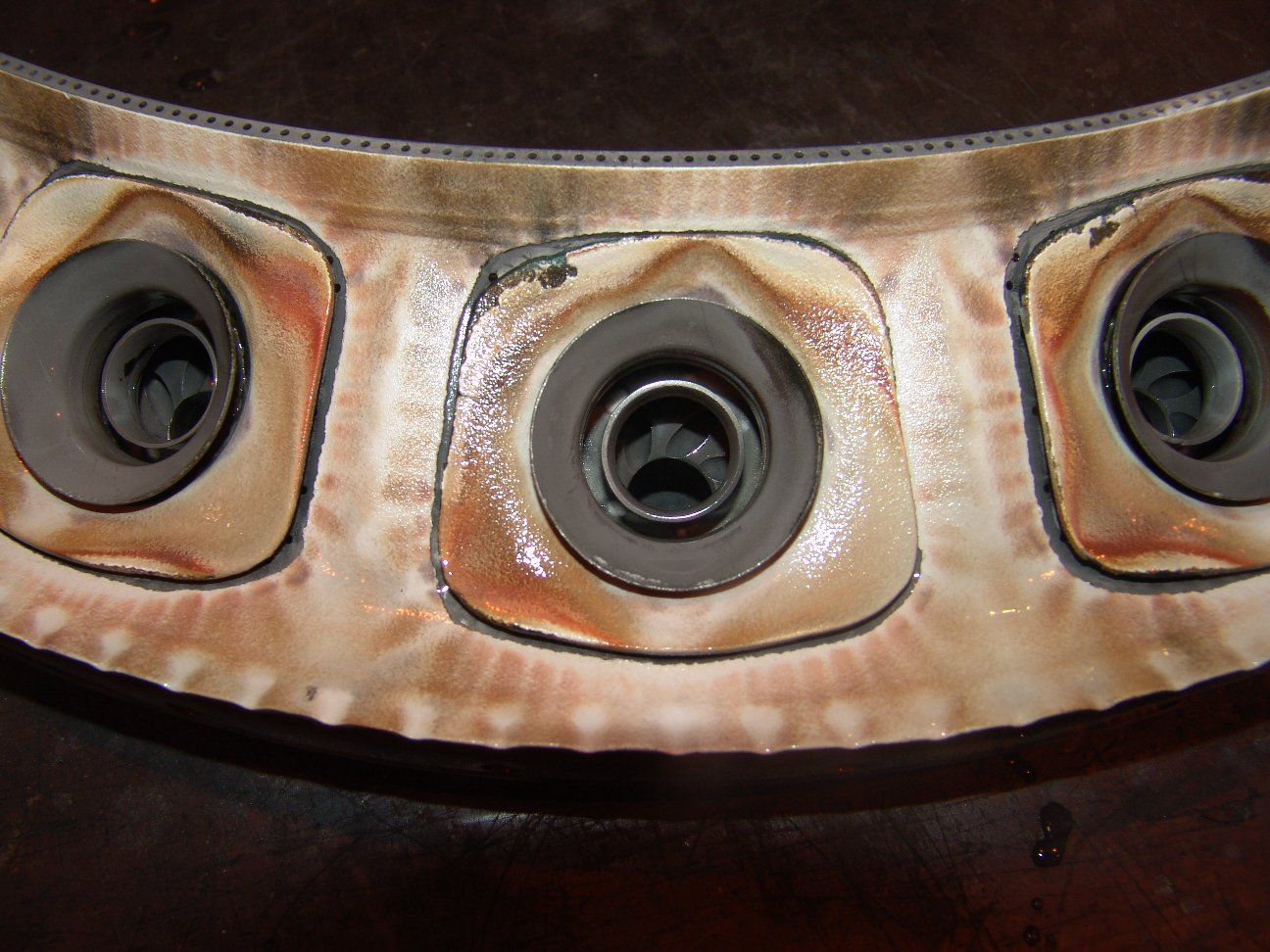
نازل سوخت چرخان از محفظه احتراق حلقوی سی‌اف‌ام۵۶

بیشتر انواع سی‌اف‌ام۵۶ یک محفظه احتراق تک حلقه‌ای دارند. احتراق حلقوی شامل یک حلقه دنباله‌دار است که در آن سوخت به جریان هوا تزریق و مشتعل می‌شود. اشتعال سوخت، فشار و دمای جریان هوا را افزایش می‌دهد و نیروی رانش را تولید می‌کند. تزریق سوخت توسط یک واحد هیدرو-مکانیکی تنظیم می‌شود که توسط هانی‌ول ساخته شده‌است. این بخش، با استفاده از شیرهای هیدرولیکی خودکار، میزان سوختی را که به موتور می‌رسد، تنظیم می‌کند و به این طریق سوپاپ اندازه‌گیری سوخت را هدایت کرده و اطلاعات را به پایش‌گر رقومی موتور ارائه می‌دهد.
در سال ۱۹۸۹ سی‌اف‌ام‌آی کار بر روی یک محفظه احتراق جدید دو حلقه‌ای را آغاز کرد. در این طراحی به جای داشتن تنها یک منطقه احتراق، یک منطقه احتراق دوم وجود دارد که در مقادیر بالای رانش مورد استفاده قرار می‌گیرد. این طراحی میزان انتشار اکسیدهای نیتروژن (NOx) و دی‌اکسید کربن (CO2) را کاهش می‌دهد. از نخستین موتور سی‌اف‌ام۵۶ با احتراق دو حلقه‌ای در سال ۱۹۹۵ بهره‌برداری شد. این نوع احتراق در موتورهای سی‌اف‌ام۵۶–۵بی و ۷بی با پسوند "/۲" در پلاک نام آن‌ها ذکر شده‌است.
جنرال الکتریک در حین برنامه تک۵۶، تولید و آزمایش نوع جدیدی از احتراق به نام «احتراق پیش مخلوط حلقوی دوگانه» را شروع کرد. این طرح مشابه با احتراق دو حلقه‌ای است، اما دو منطقه احتراق دارد. این سامانه احتراق جریان هوا را «چرخانده» و مخلوط بهینهٔ سوخت و هوا را ایجاد می‌کند. این تفاوت به محفظه احتراق اجازه می‌دهد تا نسبت به دیگر سامانه‌های احتراقی NOx کمتری تولید کند. آزمایش‌های انجام شده نشان داد موتور سی‌اف‌ام۵۶–۷بی نسبت به احتراق‌های تک حلقه‌ای ۴۶ درصد و نسبت به احتراق‌های دو حلقه‌ای ۲۲ درصد عملکرد بهتری دارد. از نتایج حاصل از این طرح جدید احتراق نیز برای بهبود سایر محفظه‌های احتراق به خصوص محفظه‌های احتراق تک حلقه در برخی موتورهای سی‌اف‌ام۵۶–۵بی و ۷بی استفاده شده‌است.

### کمپرسور

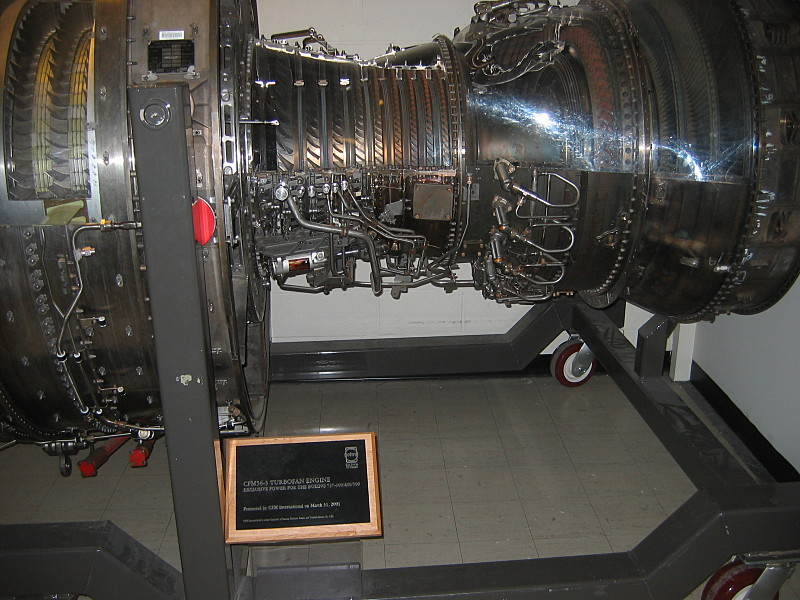
نمای جانبی کمپرسور پرفشار سی‌اف‌ام۵۶–۳

کمپرسور یا چگالنده پرفشار که موضوع مناقشه بر سر صادرات هستهٔ موتور بود، در انواع مختلف سی‌اف‌ام۵۶ دارای ۹ مرحله است. مراحل کمپرسور از هسته جنرال الکتریک ۱/۹ (یعنی یک توربین و ۹ مرحله کمپرسور) در یک هسته چرخنده فشرده توسعه یافته‌است. وجود شعاع کم دهانهٔ کمپرسور به این معنی است که کل موتور می‌تواند سبک‌تر و کوچک‌تر باشد، زیرا واحدهای جانبی موجود در سامانه (یاتاقان‌ها و سیستم‌های روغن‌کاری) می‌توانند با سامانهٔ سوخت رسانی اصلی ادغام شوند. با تکامل طراحی، کمپرسور پرفشار از طریق طراحی ایرفویل بهتر بهبود یافت. به عنوان بخشی از برنامه بهبود تک-۵۶، سی‌اف‌ام‌آی مدل جدید سی‌اف‌ام۵۶ را با کمپرسور پرفشار شش مرحله‌ای (صفحه‌هایی که سیستم کمپرسور را تشکیل می‌دهند) آزمایش کرده‌است. این طراحی برای دست‌یابی به نسبت‌های فشار مشابه کمپرسور ۹ مرحله‌ای قدیمی طراحی شده‌است. طراحی جدید به‌طور کامل جایگزین مدل قدیمی نشده‌است، اما به لطف دینامیک بهبود یافته تیغههای کمپرسور که بخشی از برنامه مدیریت «تک اینسرشن» از سال ۲۰۰۷ بود، طراحی کمپرسور پرفشار را ارتقاء داده‌است.

### اگزوز

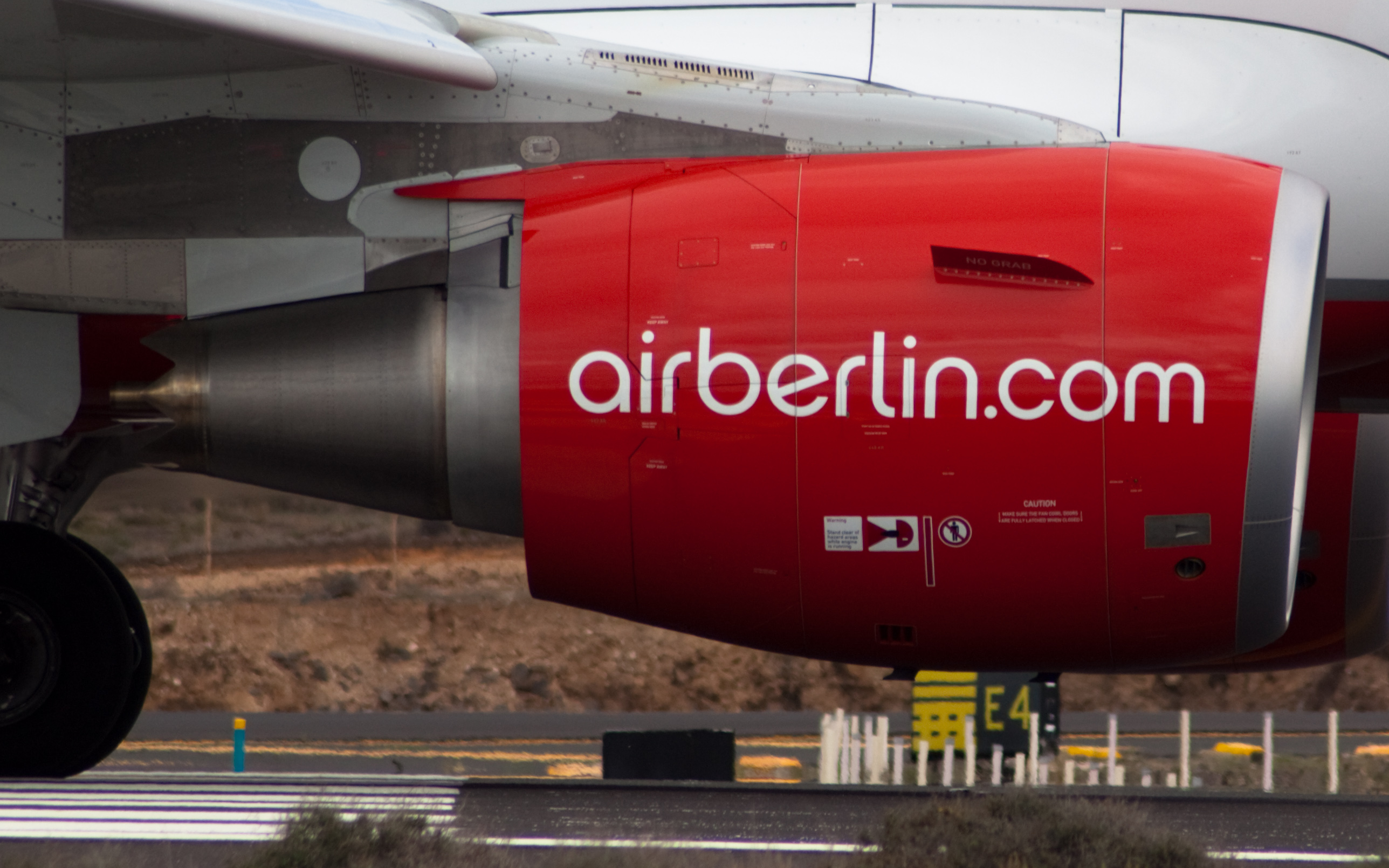
تصویر موتور یک فروند ایرباس ای۳۲۱، شورون‌ها در انتهای اگزوز به صورت دندانه‌ای کاملاً مشخص است.

سی‌اف‌ام‌آی دو طرح اگزوز مختلط و بدون اختلاط را در ابتدای توسعهٔ موتور آزمایش کرد. بیشترین انواع این موتور دارای نازل اگزوز بدون اختلاط است. فقط سی‌اف‌ام۵۶–۵سی با قدرت بالا که برای ایرباس ای۳۴۰ طراحی شده‌است دارای نازل اگزوز با جریان مختلط است.
جنرال الکتریک و اسنکما همچنین اثربخشی شورون‌ها را در کاهش صدای جت آزمایش کردند. شورون (به انگلیسی: Chevron) به زوائد دندانه اره‌ای نصب شده روی نازل خروجی اگزوز گفته می‌شود. پس از بررسی در تونل باد، سی‌اف‌ام‌آی تصمیم به پرواز آزمایشی موتور مجهز به شورون‌های قرار گرفته روی نازل اگزوز گرفت. شورون‌ها در زمان برخاستن نویز جت را به مقدار ۱٫۳ دسی بل کاهش داده و در حال حاضر به عنوان یک انتخاب با موتور سی‌اف‌ام۵۶ برای ایرباس ای۳۲۱ ارائه می‌شود.

### فن و تقویت کننده

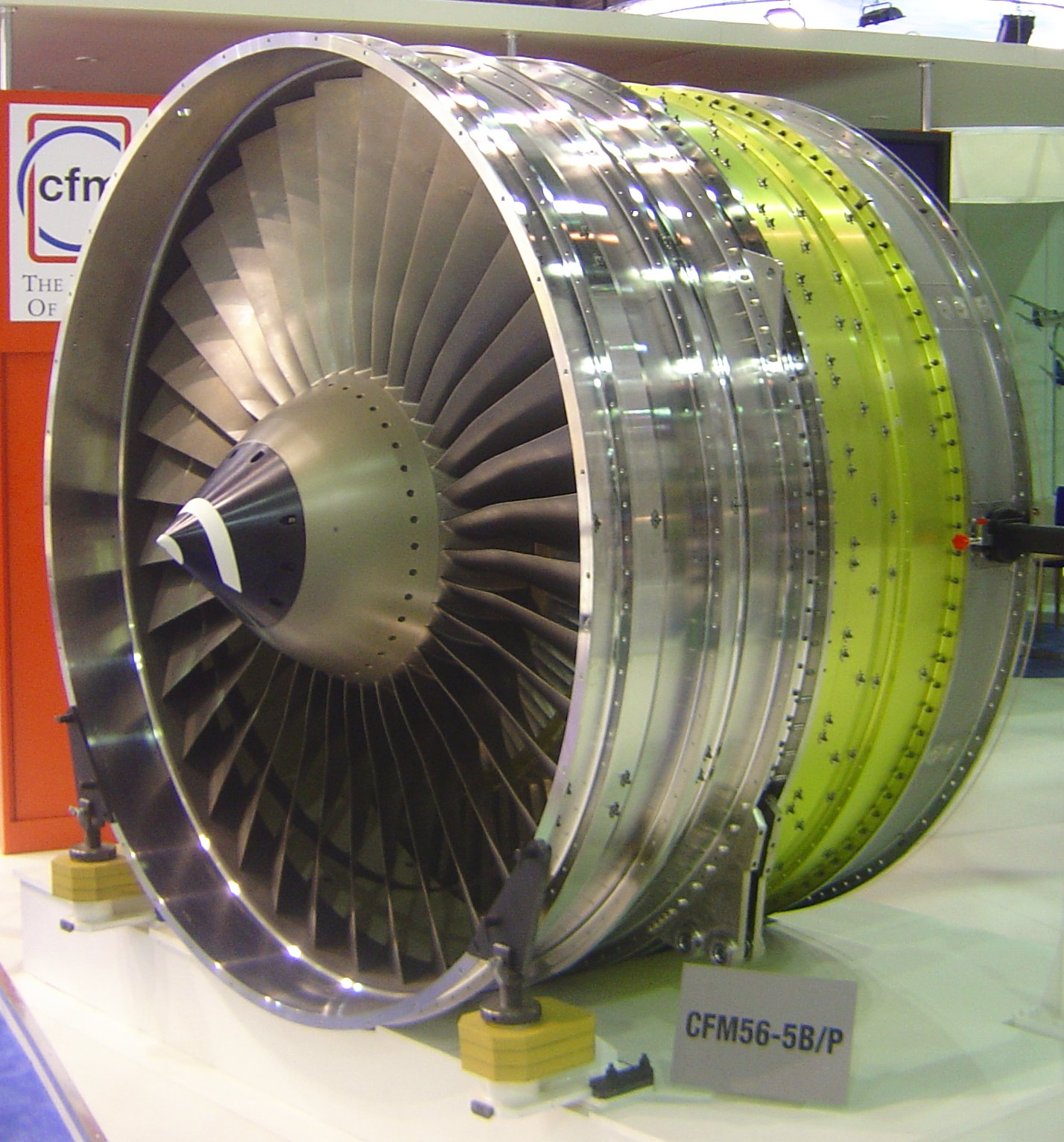
فن و نگهدارنده فن موتور سی‌اف‌ام۵۶–۵

سی‌اف‌ام۵۶ دارای یک فن تک مرحله‌ای و بیشتر انواع آن دارای تقویت‌کنندهٔ سه مرحله‌ای در شفت کم‌فشار  یا چهار مرحله‌ای در انواع -۵بی و -۵سی است. تقویت‌کننده معمولاً به دلیل قرارگیری روی شفت کم‌فشار و فشرده‌سازی جریان هوا پیش از رسیدن به کمپرسور پرفشار به اسم "کمپرسور کم‌فشار" نامیده می‌شود. نوع اصلی سی‌اف‌ام۵۶–۲ دارای ۴۴ تیغه فن است. با توسعه فناوری تیغه‌های پهن، تعداد پره‌های فن در انواع بعدی موتور کاهش یافت به طوری که در آخرین نوع آن، سی‌اف‌ام۵۶–۷، تعداد آن‌ها به ۲۲ تیغه رسیده‌است.
فن سی‌اف‌ام۵۶ دارای تیغه‌های خنثی شده است که این ویژگی به تکنسین‌های تعمیر و نگهداری اجازه می‌دهد بدون بازکردن کل موتور، آن‌ها را بازبینی و در صورت لزوم جایگزین نمایند. جنرال الکتریک و اسنکما ادعا می‌کنند سی‌اف‌ام۵۶ نخستین موتور با این توانایی است. این طراحی برای شرایطی که فقط چند تیغه فن نیاز به تعمیر یا تعویض داشته باشند از جمله برخورد پرندگان با موتور بسیار مفید است و زمان بازگشت هواپیما به پرواز را کاهش می‌دهد.
قُطر فن بر حسب مدل سی‌اف‌ام۵۶ متفاوت بوده و این تغییر تأثیر مستقیمی بر عملکرد موتور دارد. به عنوان مثال شفت کم‌فشار برای هر دو مدل سی‌اف‌ام۵۶–۲ و سی‌اف‌ام۵۶–۳ با همان سرعت می‌چرخد. قطر فن روی نوع -۳ کوچک‌تر است که باعث کاهش سرعت نوک پره‌های فن می‌شود. سرعت پایین‌تر این امکان را به پره‌های فن می‌دهد تا کارایی بیشتری داشته باشند (در این حالت در حدود ۵٫۵ درصد) که باعث افزایش راندمان کلی مصرف سوخت موتور (بهبود مصرف سوخت در حدود ۳ درصد) می‌شود.

### رانش معکوس

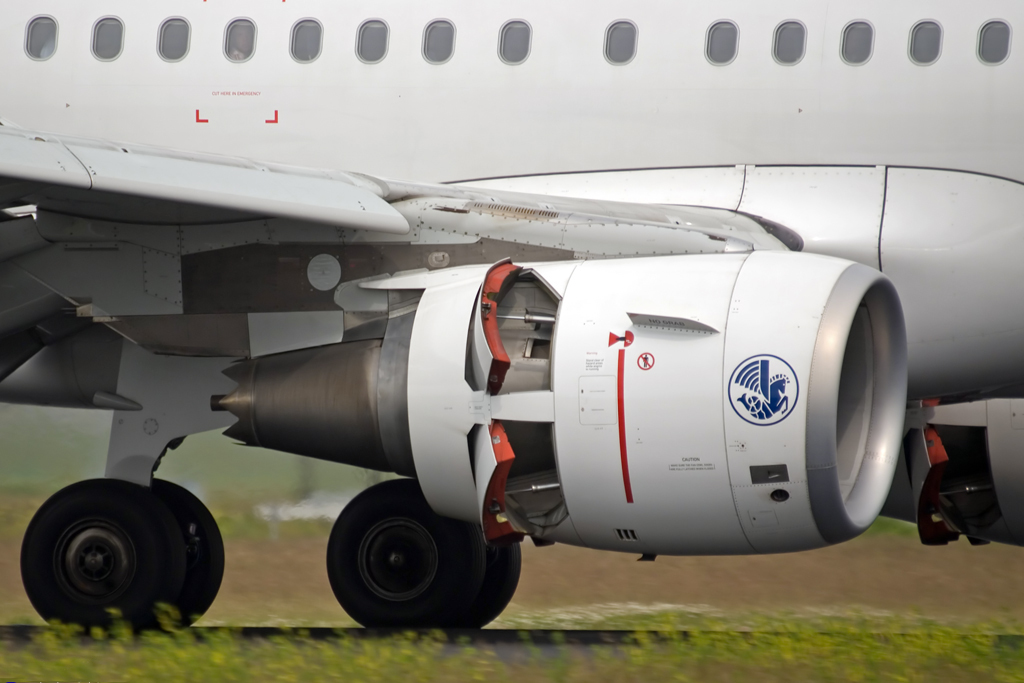
درب‌های محوری روی سی‌اف‌ام۵۶–۵ که در حالت رانش معکوس باز شده‌است. شورون‌های کاهش دهنده صدا را می‌توان در قسمت عقب موتور نیز مشاهده کرد.

سی‌اف‌ام۵۶ به منظور پشتیبانی از چندین سیستم رانش معکوس طراحی شده‌است که به کاهش سرعت و توقف هواپیما پس از فرود کمک می‌کند. سامانهٔ رانش معکوس ساخته شده برای بوئینگ ۷۳۷ که بر روی موتورهای سی‌اف‌ام۵۶–۳ و سی‌اف‌ام۵۶–۷ نصب شده از نوع رانش معکوس آبشاری است. این نوع رانش معکوس از آستین‌هایی تشکیل شده‌است که با چرخش آن‌ها به سمت عقب و با کمک درهای مسدودکننده، جریان هوای کنار گذر مسدود می‌شود. انسداد هوای کنار گذر سبب کاهش رانش موتور می‌شود و هواپیما را به سمت پایین می‌کشد.
سی‌اف‌ام۵۶ همچنین از درهای محوری نیز برای تولید رانش معکوس پشتیبانی می‌کند. این نوع سامانه رانش معکوس در موتورهای سی‌اف‌ام۵۶–۵ مورد استفاده قرار می‌گیرد که بسیاری از هواپیماهای ایرباس به آن تجهیز شده‌است. این سامانه با فعال کردن درگاهی که به داخل مجرای کنار گذر حرکت می‌کند، هوای کنار گذر را مسدود و جریان هوا را به سمت بیرون منحرف می‌کند که سبب ایجاد نیروی رانش معکوس می‌شود.

### توربین

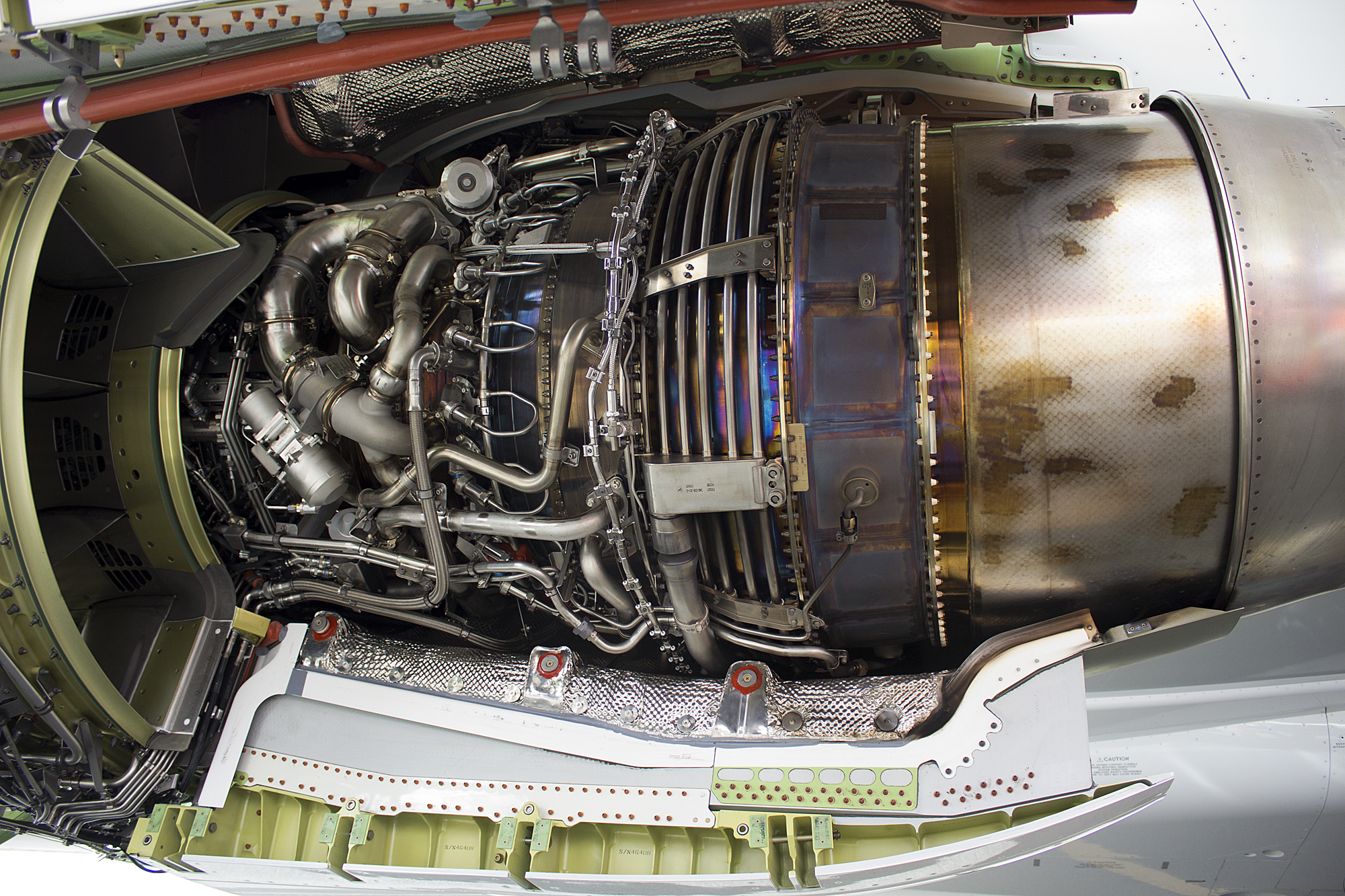
نمای خارجی توربین و بخش خنک‌کننده آن بر روی یک دستگاه موتور سی‌اف‌ام۵۶ ۷بی۲۶

تمامی انواع سی‌اف‌ام۵۶ دارای یک توربین پرفشار تک مرحله‌ای‌اند. در بعضی از انواع موتور، تیغه‌های توربین از یک آلیاژ کریستالی منفرد رشد می‌کنند که به آن‌ها مقاومت بالا و استقامت در برابر خزش می‌دهد. توربین کم‌فشار در اغلب انواع موتورهای سی‌اف‌ام۵۶ چهار مرحله دارد اما سی‌اف‌ام۵۶–۵سی دارای توربین کم‌فشار پنج مرحله‌ای است. این تغییر برای گردش یک فن بزرگتر روی این نوع موتور اعمال شده‌است. پیشرفت‌های مربوط به بخش توربین در طی برنامه تک۵۶ مورد بررسی قرار گرفت و در یکی از این طرح‌ها یک تیغه توربین کم‌فشار به صورت آیرودینامیکی بهینه شده بود تا ۲۰ درصد تیغهٔ کمتر برای کل توربین کم‌فشار استفاده شود و وزن موتور کاهش یابد. برخی از این پیشرفت‌های تک۵۶ وارد بسته تک اینسرشن شد و به‌روزرسانی بخش توربین را ایجاب کرد. بخش توربین در نسخه «اوولوشن» دوباره به‌روزرسانی شد.
مراحل توربین پرفشار در سی‌اف‌ام۵۶ از طریق کمپرسور پرفشار داخلی با استفاده از هوا خنک‌سازی می‌شود. هوا از طریق کانال‌های داخلی در هر تیغه عبور می‌کند و از لبه‌های پیشروی در حال چرخش بیرون می‌رود.

پویانمایی از عملکرد یک موتور توربوفن

## انواع مختلف

### سری سی‌اف‌ام۵۶–۲

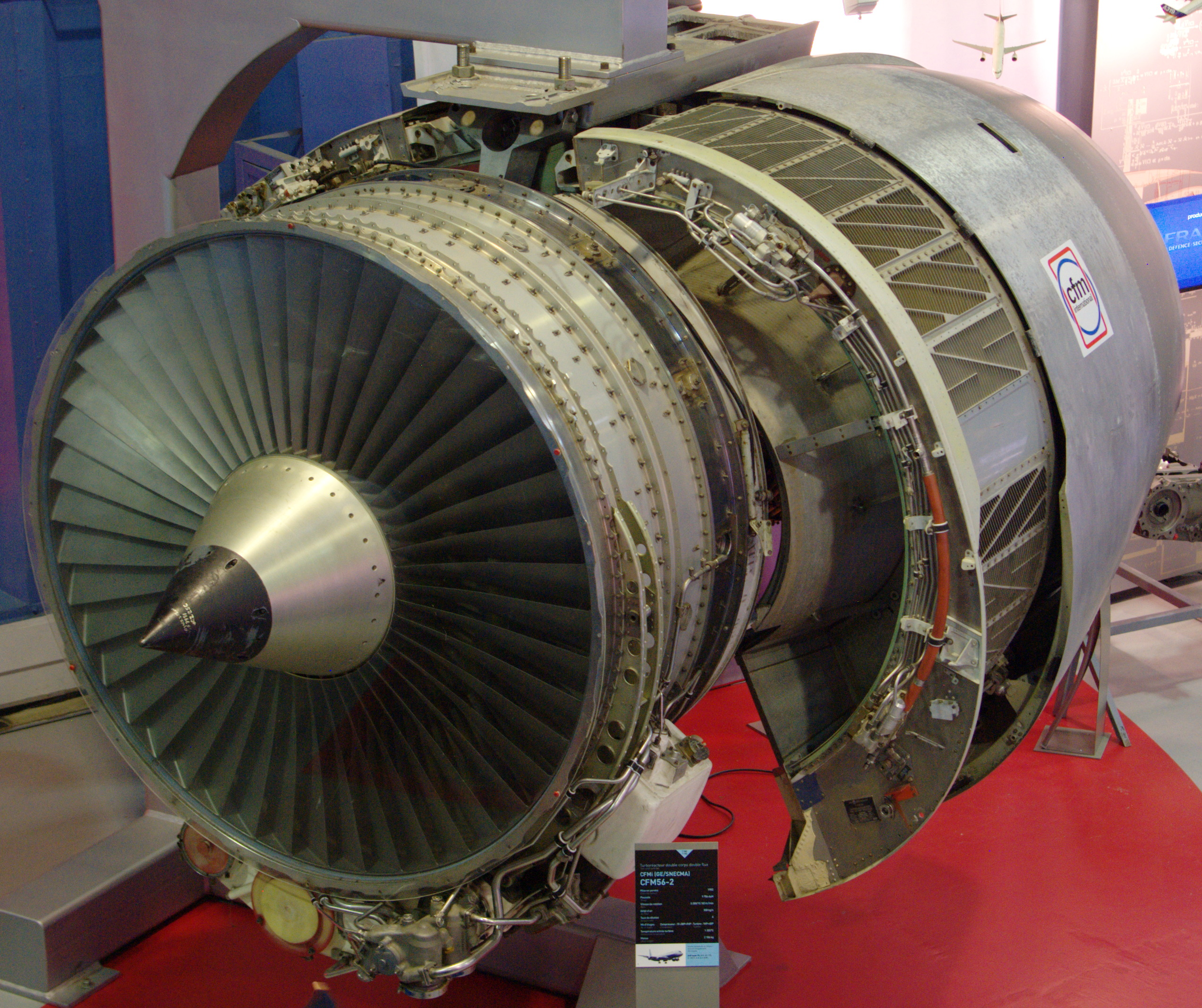
موتور سی‌اف‌ام۵۶–۲ اولیه در موزه هوایی سفران

موتور سی‌اف‌ام۵۶ فاقد سری ۱ است و در حقیقت سری سی‌اف‌ام۵۶–۲، نوع اصلی و آغازین موتور جت سی‌اف‌ام۵۶ است. این سری از موتور بیشتر در هواپیماهای نظامی (با نام موتور اف۱۰۸) استفاده شده‌است و به‌طور خاص در هواپیماهای تانکر کی‌سی-۱۳۵، ایی-۶ مرکوری و برخی هواپیماهای ایی-۳ سنتری به کار رفته‌است. سی‌اف‌ام۵۶–۲ شامل یک فن تک مرحله‌ای با ۴۴ تیغه و یک کمپرسور کم‌فشار سه مرحله‌ای است که توسط یک توربین کم‌فشار چهار مرحله‌ای به چرخش در می‌آید. همچنین این موتور دارای یک کمپرسور پرفشار ۹ مرحله‌ای است که از طریق یک توربین پرفشار تک مرحله‌ای به حرکت در می‌آید. سامانه احتراق این موتور نیز از نوع حلقوی است.
| مدل                 | رانش                             | ن‌ک‌گ | ن‌ف‌ک  | وزن خشک                    | کاربردها                                      |
| ------------------- | -------------------------------- | --- | ---- | -------------------------- | --------------------------------------------- |
| سی‌اف‌ام۵۶–۲ای-۲ (-۳) | ۲۴٬۰۰۰ پوند-نیرو (۱۱۰ کیلونیوتن) | ۵٫۹ | ۳۱٫۸ | ۴٬۸۲۰ پوند (۲٬۱۹۰ کیلوگرم) | بوئینگ ئی-۳ سنتری، بوئینگ ئی-۶ مرکوری         |
| سی‌اف‌ام۵۶–۲بی۱       | ۲۲٬۰۰۰ پوند-نیرو (۹۸ کیلونیوتن)  | ۶٫۰ | ۳۰٫۵ | ۴٬۶۷۱ پوند (۲٬۱۱۹ کیلوگرم) | بوئینگ کی‌سی-۱۳۵ استراتوتانکر، بوئینگ آرسی-۱۳۵ |
| سی‌اف‌ام۵۶–۲سی۱       | ۲۲٬۰۰۰ پوند-نیرو (۹۸ کیلونیوتن)  | ۶٫۰ | ۳۱٫۳ | ۴٬۶۵۳ پوند (۲٬۱۱۱ کیلوگرم) | داگلاس دی‌سی-۸                                 |

### سری سی‌اف‌ام۵۶–۳

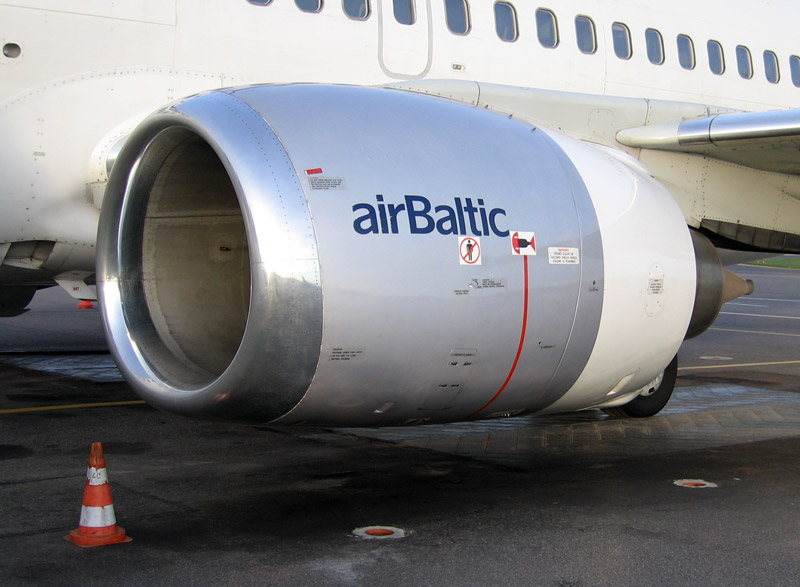
یک دستگاه موتور سری سی‌اف‌ام۵۶–۳ سوار بر هواپیمای بوئینگ ۷۳۷–۵۰۰

نخستین موتور مشتق شده از سری سی‌اف‌ام۵۶، سی‌اف‌ام۵۶–۳ است که برای هواپیماهای بوئینگ ۷۳۷ کلاسیک (۷۳۷–۳۰۰ / -۴۰۰/ -۵۰۰) طراحی شده‌است. این موتور دارای نرخ رانش ایستا از ۱۸٬۵۰۰ تا ۲۳٬۵۰۰ پوند-نیرو (۸۲ تا ۱۰۵ کیلونیوتن) است. قطر فن این موتور از سری ۲ کوچکتر و برابرِ ۶۰ اینچ (۱٫۵ متر) است. اما دیگر خصوصیات موتور اصلی را حفظ کرده‌است. فن جدید در ابتدا از موتور توربوفن جنرال الکتریک سی‌اف۶ مشتق شده بود که این موضوع سبب طراحی مجدد تقویت‌کننده برای مطابقت با آن شد.
یک چالش مهم برای این سری، فراهم کردن فضای آزاد کافی تا زمین برای استقرار موتور زیر بال بود که با کاهش قطر فن ورودی و جابجایی جعبه‌دنده و سایر لوازم جانبی از زیر موتور به طرفین تحقق یافت. در نتیجه این تغییرات، ورودی موتور مسطح به نظر می‌رسد که تمایز برجسته بوئینگ ۷۳۷ مجهز به موتور سی‌اف‌ام۵۶ از دیگر هواپیماها را نشان می‌دهد.
| مدل            | رانش                             | ن‌ک‌گ | ن‌ف‌ک  | وزن خشک                    | برنامه‌های کاربردی                              |
| -------------- | -------------------------------- | --- | ---- | -------------------------- | ---------------------------------------------- |
| سی‌اف‌ام۵۶–۳بی-۱ | ۲۰٬۰۰۰ پوند-نیرو (۸۹ کیلونیوتن)  | ۶٫۰ | ۲۷٫۵ | ۴٬۲۷۶ پوند (۱٬۹۴۰ کیلوگرم) | بوئینگ ۷۳۷–۳۰۰، بوئینگ ۷۳۷–۵۰۰                 |
| سی‌اف‌ام۵۶–۳بی-۲ | ۲۲٬۰۰۰ پوند-نیرو (۹۸ کیلونیوتن)  | ۵٫۹ | ۲۸٫۸ | ۴٬۳۰۱ پوند (۱٬۹۵۱ کیلوگرم) | بوئینگ ۷۳۷–۳۰۰، بوئینگ ۷۳۷–۴۰۰                 |
| سی‌اف‌ام۵۶–۳سی-۱ | ۲۳٬۵۰۰ پوند-نیرو (۱۰۵ کیلونیوتن) | ۶٫۰ | ۳۰٫۶ | ۴٬۳۰۱ پوند (۱٬۹۵۱ کیلوگرم) | بوئینگ ۷۳۷–۳۰۰، بوئینگ ۷۳۷–۴۰۰، بوئینگ ۷۳۷–۵۰۰ |

### سری سی‌اف‌ام۵۶–۴
سری سی‌اف‌ام۵۶–۴ نسخه بهبودیافته پیشنهادی مدل سی‌اف‌ام۵۶–۲ است که برای خانواده هواپیماهای ایرباس ای۳۲۰ طراحی شد. رقیب این موتور، موتور آرجی۵۰۰ بود که توسط رولزرویس توسعه می‌یافت. این موتور برای تولید ۲۵٬۰۰۰ پوند-نیرو (۱۱۰ کیلونیوتن) طراحی شد و قرار بود فن آن ۶۸ اینچ (۱٫۷۳ متر) قُطر داشته باشد. همچنین یک کمپرسور جدید کم‌فشار و یک واپایش‌گر رقومی کامل موتور نیز بر روی آن نصب می‌شد. بلافاصله پس از آغاز به‌روزرسانی در سال ۱۹۸۴، شرکت موتورهای بین‌المللی آئرو موتور جدید وی۲۵۰۰ خود را برای ای۳۲۰ ارائه داد. در این هنگام سی‌اف‌ام‌آی دریافت که موتور جدید سی‌اف‌ام۵۶–۴ در مقایسه با این موتور عملکرد مطلوبی نداشته و پروژه را به منظور شروع کار بر روی سری سی‌اف‌ام۵۶–۵ کنار گذاشت.

### سری سی‌اف‌ام۵۶–۵

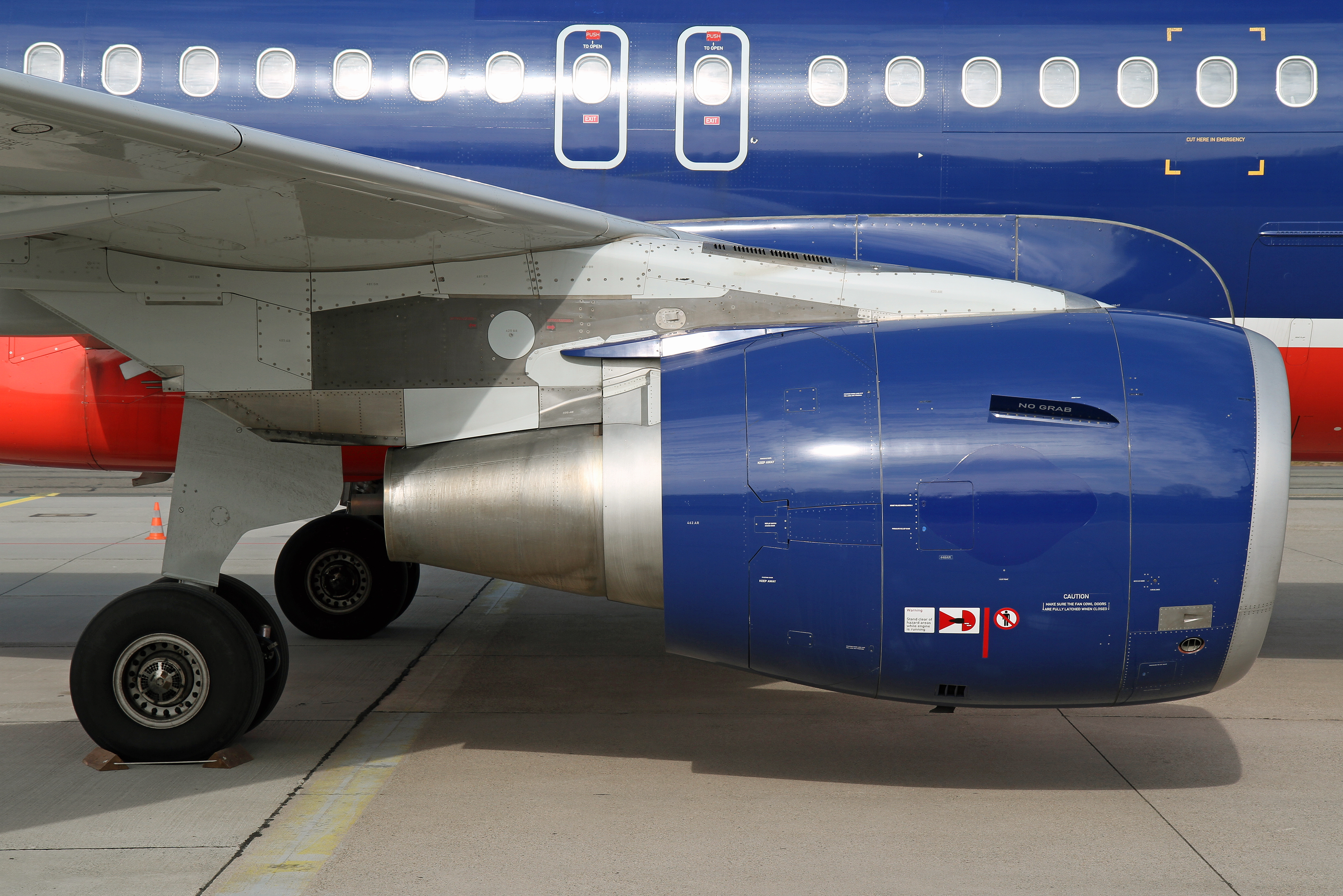
موتور سی‌اف‌ام۵۶–۵بی مستقر بر روی یک فروند هواپیمای ایرباس ای۳۱۹

سری سی‌اف‌ام۵۶–۵ برای هواپیماهای ایرباس طراحی شده و دامنه رانش آن بسیار گسترده و بین ۲۲٬۰۰۰ تا ۳۴٬۰۰۰ پوند-نیرو (۹۸ تا ۱۵۱ کیلونیوتن) است. این موتور سه زیر مجموعهٔ مجزا دارد. سی‌اف‌ام۵۶–۵ای، سی‌اف‌ام۵۶–۵بی و سی‌اف‌ام۵۶ ۵سی با داشتن سامانه کنترل رقومی موتور و ترکیب با پیشرفت‌های دیگر در طراحی آیرودینامیکی، از موتور بوئینگ ۷۳۷ کلاسیک کاملاً متفاوت است.

#### سری سی‌اف‌ام۵۶–۵ای

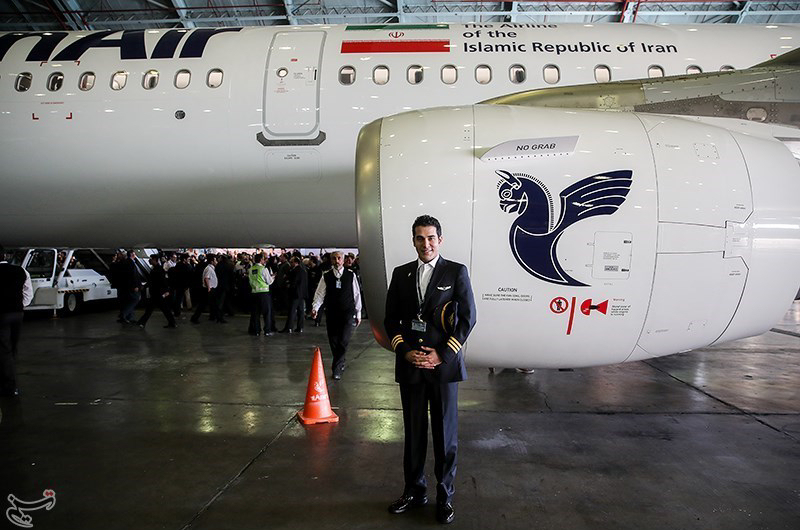
تصویر موتور سی‌اف‌ام۵۶–۵بی۳ ایرباس ای۳۲۱ ایران‌ایر در سال ۲۰۱۷، عکس در محل آشیانه ایران‌ایر در فرودگاه مهرآباد و به هنگام استقبال رسمی از ورود آن گرفته شده‌است.

سری سی‌اف‌ام۵۶–۵ای سری اولیه سی‌اف‌ام۵۶–۵ است که برای تأمین نیروی خانواده ایرباس ای۳۲۰ با برد کوتاه و متوسط طراحی شده‌است. این سری از موتور از خانواده سی‌اف‌ام۵۶–۲ و سی‌اف‌ام۵۶–۳ مشتق شد و نیروی رانشی بین ۲۲٬۰۰۰ تا ۲۶٬۵۰۰ پوند-نیرو (۹۸ تا ۱۱۸ کیلونیوتن) دارد. پیشرفت‌های آیرودینامیکی مانند یک فن به روز شده، کمپرسور کم‌فشار، کمپرسور پرفشار و محفظه احتراق، این مدل را قادر ساخته‌است که نسبت به به سری‌های سابق خود، بین ۱۰ تا ۱۱ درصد سوخت کمتری مصرف کند.
| مدل           | رانش                             | ن‌ک‌گ | ن‌ف‌ک  | وزن خشک                    | کاربردها     |
| ------------- | -------------------------------- | --- | ---- | -------------------------- | ------------ |
| سی‌اف‌ام۵۶–۵ای۱ | ۲۵٬۰۰۰ پوند-نیرو (۱۱۰ کیلونیوتن) | ۶٫۰ | ۳۱٫۳ | ۴٬۹۹۵ پوند (۲٬۲۶۶ کیلوگرم) | ایرباس ای۳۲۰ |
| سی‌اف‌ام۵۶–۵ای۳ | ۲۶٬۵۰۰ پوند-نیرو (۱۱۸ کیلونیوتن) | ۶٫۰ | ۳۱٫۳ | ۴٬۹۹۵ پوند (۲٬۲۶۶ کیلوگرم) | ایرباس ای۳۲۰ |
| سی‌اف‌ام۵۶–۵ای۴ | ۲۲٬۰۰۰ پوند-نیرو (۹۸ کیلونیوتن)  | ۶٫۲ | ۳۱٫۳ | ۴٬۹۹۵ پوند (۲٬۲۶۶ کیلوگرم) | ایرباس ای۳۱۹ |
| سی‌اف‌ام۵۶–۵ای۵ | ۲۳٬۵۰۰ پوند-نیرو (۱۰۵ کیلونیوتن) | ۶٫۲ | ۳۱٫۳ | ۴٬۹۹۵ پوند (۲٬۲۶۶ کیلوگرم) | ایرباس ای۳۱۹ |

#### سری سی‌اف‌ام۵۶–۵بی

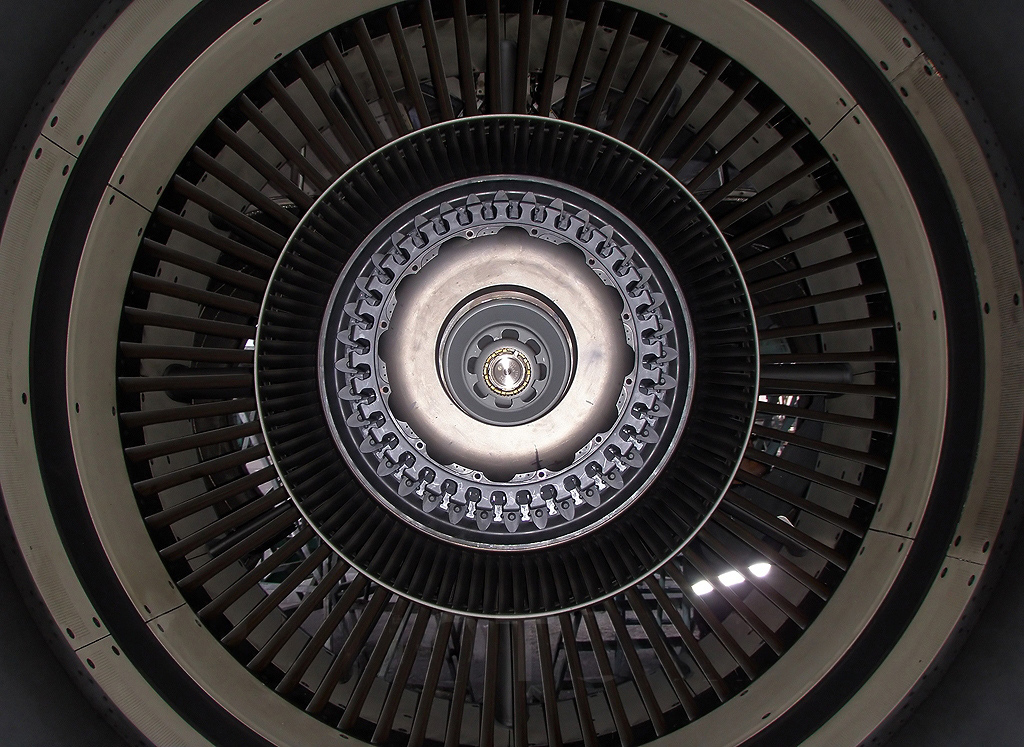
نمای جلوی یک دستگاه موتور سی‌اف‌ام۵۶–۵بی۶ یک فروند ایرباس ای۳۱۹. بخش فن حذف شده‌است.

با بهبود سری سی‌اف‌ام۵۶–۵ای، این مدل در ابتدا برای تأمین نیروی ایرباس ای۳۲۱ طراحی شد. دامنه رانش آن بین ۲۲٬۰۰۰ تا ۳۳٬۰۰۰ پوند-نیرو (۹۸ تا ۱۴۷ کیلونیوتن) است و می‌تواند تمام مدل‌های خانوادهٔ ای۳۲۰ (ای۳۱۸ / ای۳۱۹ / ای۳۲۰ / ای۳۲۱) را نیرو ببخشد و به این ترتیب سری سی‌اف‌ام۵۶–۵ای را پشت سر گذاشته‌است. از جمله تفاوت‌های آن با سی‌اف‌ام۵۶–۵ای وجود محفظه احتراق دو حلقه‌ای است که انتشار گازهای مضر (به ویژه NOx) را کاهش داده‌است. همچنین فن جدید در محفظه فن بزرگتر و یک کمپرسور کم‌فشار جدید با مرحله چهارم (سه مرحله در انواع پیشین) هم جزو این تفاوت‌ها است. این مدل پرعرضه‌ترین موتور توسط ایرباس به مشتریان بوده‌است.
| مدل           | رانش                             | ن‌ک‌گ | ن‌ف‌ک  | وزن خشک                    | کاربردها                   |
| ------------- | -------------------------------- | --- | ---- | -------------------------- | -------------------------- |
| سی‌اف‌ام۵۶–۵بی۱ | ۳۰٬۰۰۰ پوند-نیرو (۱۳۰ کیلونیوتن) | ۵٫۵ | ۳۵٫۴ | ۵٬۲۵۰ پوند (۲٬۳۸۰ کیلوگرم) | ایرباس ای۳۲۱               |
| سی‌اف‌ام۵۶–۵بی۲ | ۳۱٬۰۰۰ پوند-نیرو (۱۴۰ کیلونیوتن) | ۵٫۵ | ۳۵٫۴ | ۵٬۲۵۰ پوند (۲٬۳۸۰ کیلوگرم) | ایرباس ای۳۲۱               |
| سی‌اف‌ام۵۶–۵بی۳ | ۳۳٬۰۰۰ پوند-نیرو (۱۵۰ کیلونیوتن) | ۵٫۴ | ۳۵٫۵ | ۵٬۲۵۰ پوند (۲٬۳۸۰ کیلوگرم) | ایرباس ای۳۲۱               |
| سی‌اف‌ام۵۶–۵بی۴ | ۲۷٬۰۰۰ پوند-نیرو (۱۲۰ کیلونیوتن) | ۵٫۷ | ۳۲٫۶ | ۵٬۲۵۰ پوند (۲٬۳۸۰ کیلوگرم) | ایرباس ای۳۲۰               |
| سی‌اف‌ام۵۶–۵بی۵ | ۲۲٬۰۰۰ پوند-نیرو (۹۸ کیلونیوتن)  | ۶٫۰ | ۳۲٫۶ | ۵٬۲۵۰ پوند (۲٬۳۸۰ کیلوگرم) | ایرباس ای۳۱۹               |
| سی‌اف‌ام۵۶–۵بی۶ | ۲۳٬۵۰۰ پوند-نیرو (۱۰۵ کیلونیوتن) | ۵٫۹ | ۳۲٫۶ | ۵٬۲۵۰ پوند (۲٬۳۸۰ کیلوگرم) | ایرباس ای۳۲۰، ایرباس ای۳۱۹ |
| سی‌اف‌ام۵۶–۵بی۷ | ۲۷٬۰۰۰ پوند-نیرو (۱۲۰ کیلونیوتن) | ۵٫۷ | ۳۵٫۵ | ۵٬۲۵۰ پوند (۲٬۳۸۰ کیلوگرم) | ایرباس ای۳۱۹               |
| سی‌اف‌ام۵۶–۵بی۸ | ۲۱٬۶۰۰ پوند-نیرو (۹۶ کیلونیوتن)  | ۶٫۰ | ۳۲٫۶ | ۵٬۲۵۰ پوند (۲٬۳۸۰ کیلوگرم) | ایرباس ای۳۱۸               |
| سی‌اف‌ام۵۶–۵بی۹ | ۲۳٬۳۰۰ پوند-نیرو (۱۰۴ کیلونیوتن) | ۵٫۹ | ۳۲٫۶ | ۵٬۲۵۰ پوند (۲٬۳۸۰ کیلوگرم) | ایرباس ای۳۱۸               |

#### سری سی‌اف‌ام۵۶–۵سی

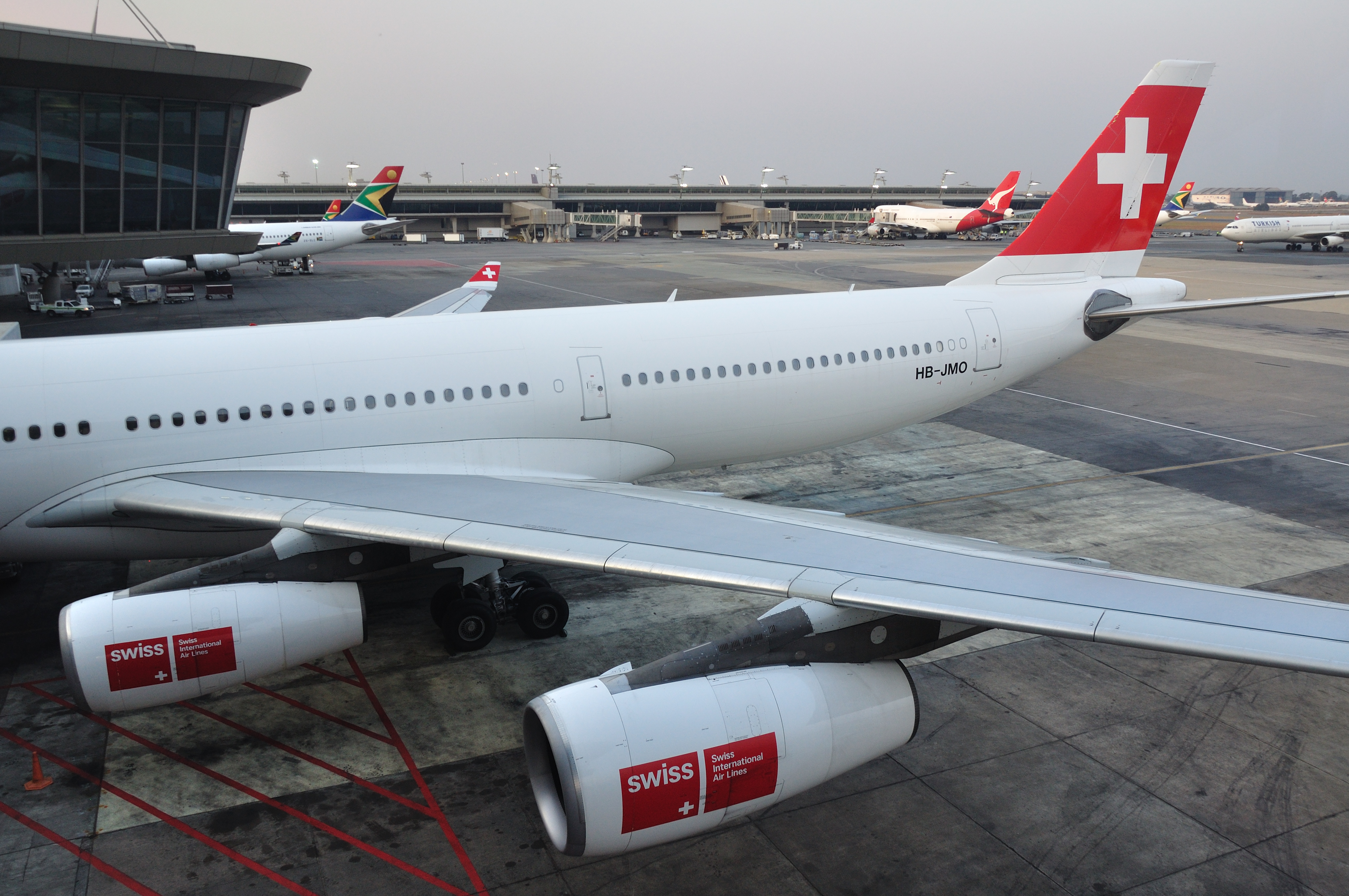
دو دستگاه موتور سی‌اف‌ام۵۶–۵سی نصب شده بر روی ایرباس ای۳۴۰ هواپیمایی سوئیس

سی‌اف‌ام۵۶–۵سی، با نرخ رانش بین ۳۱٬۲۰۰ تا ۳۴٬۰۰۰ پوند-نیرو (۱۳۹ تا ۱۵۱ کیلونیوتن)، قدرتمندترین عضو دسته سی‌اف‌ام۵۶ است. این موتور از سال ۱۹۹۳ برای هواپیماهای دوربرد ای۳۴۰–۲۰۰ و -۳۰۰ ایرباس مورد استفاده قرار گرفت. تغییرات عمده آن شامل یک فن بزرگتر، افزوده شدن مرحله پنجم توربین کم‌فشار و همان کمپرسور کم‌فشار چهار مرحله‌ای است که در نوع -۵بی هم مورد استفاده قرار گرفته بود.
برخلاف انواع دیگر سی‌اف‌ام۵۶، سری -۵سی یک نازل اگزوز مخلوط با بازده کمی بالاتر دارد.
| مدل           | رانش                             | ن‌ک‌گ | ن‌ف‌ک  | وزن خشک                    | کاربردها                |
| ------------- | -------------------------------- | --- | ---- | -------------------------- | ----------------------- |
| سی‌اف‌ام۵۶–۵سی۲ | ۳۱٬۲۰۰ پوند-نیرو (۱۳۹ کیلونیوتن) | ۶٫۶ | ۳۷٫۴ | ۸٬۷۹۶ پوند (۳٬۹۹۰ کیلوگرم) | ایرباس ای۳۴۰–۲۱۱ / -۳۱۱ |
| سی‌اف‌ام۵۶–۵سی۳ | ۳۲٬۵۰۰ پوند-نیرو (۱۴۵ کیلونیوتن) | ۶٫۵ | ۳۷٫۴ | ۸٬۷۹۶ پوند (۳٬۹۹۰ کیلوگرم) | ایرباس ای۳۴۰–۲۱۲/ -۳۱۲  |
| سی‌اف‌ام۵۶–۵سی۴ | ۳۴٬۰۰۰ پوند-نیرو (۱۵۰ کیلونیوتن) | ۶٫۴ | ۳۸٫۳ | ۸٬۷۹۶ پوند (۳٬۹۹۰ کیلوگرم) | ایرباس ای۳۴۰–۲۱۳/ -۳۱۳  |

### سری سی‌اف‌ام۵۶–۷

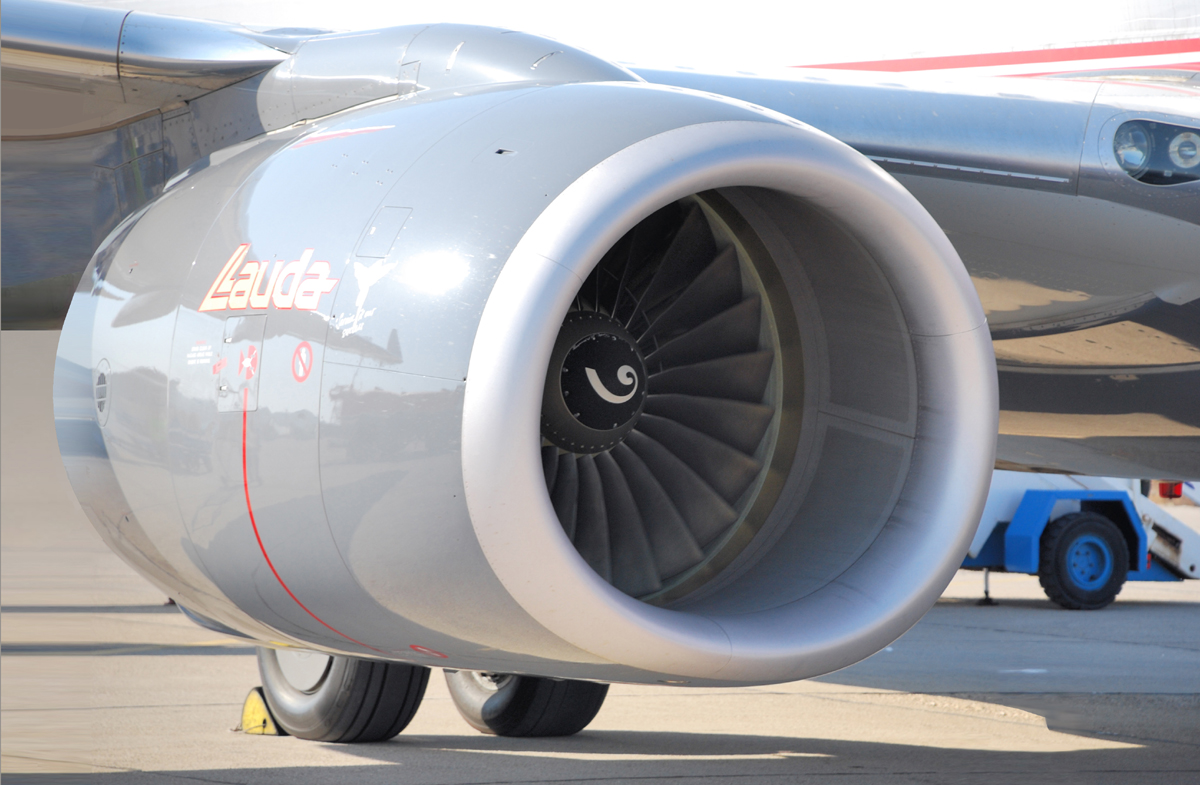
موتور سی‌اف‌ام۵۶–۷ یک فروند بوئینگ ۷۳۷–۸۰۰

نخستین سی‌اف‌ام۵۶–۷ در ۲۱ آوریل ۱۹۹۵ معرفی شده‌است. دامنه رانش این موتور از ۱۹٬۵۰۰ تا ۲۷٬۳۰۰ پوند-نیرو (۸۷ تا ۱۲۱ کیلونیوتن) متغیر است و در هواپیماهای بوئینگ ۷۳۷ نسل بعد (سری‌های۹۰۰/۸۰۰/۷۰۰/۶۰۰) مورد استفاده قرار می‌گیرد. در مقایسه با سی‌اف‌ام۵۶–۳، این موتور دوام بیشتری دارد و مصرف سوخت آن ۸ درصد و هزینه‌های تعمیر و نگهداری آن ۱۵ درصدی کمتر است.
این پیشرفت‌ها به دلیل برخورداری از فن ۶۱ اینچی جدید با وتر گسترده از جنس تیتانیوم، طراحی آیرودینامیک سه بعدی هسته جدید، توربین کم‌فشار و پرفشار با فناوری تک بلوری و واپایش‌گر رقومی موتور حاصل شده‌است. تیغه‌های فن از ۳۶ عدد به ۲۴ عدد کاهش یافته و شامل ویژگی‌های سری سی‌اف‌ام۵۶–۵ مانند محفظه احتراق دو حلقه‌ای است. این موتور همچنین بر روی نسخه‌های نظامی ۷۳۷ شامل بوئینگ ۷۳۷ ای‌ئی‌دابلیو سی، هواپیمای ترابری بوئینگ سی-۴۰ کلیپر و هواپیمای گشت دریایی و ضد زیردریایی بوئینگ پی-۸ پوسایدون نیز نصب شده‌است.
| مدل            | رانش                             | ن‌ک‌گ | ن‌ف‌ک  | وزن خشک                    | کاربردها                                                         |
| -------------- | -------------------------------- | --- | ---- | -------------------------- | ---------------------------------------------------------------- |
| سی‌اف‌ام۵۶–۷بی۱۸ | ۱۹٬۵۰۰ پوند-نیرو (۸۷ کیلونیوتن)  | ۵٫۵ | ۳۲٫۷ | ۵٬۲۱۶ پوند (۲٬۳۶۶ کیلوگرم) | بوئینگ ۷۳۷–۶۰۰                                                   |
| سی‌اف‌ام۵۶–۷بی۲۰ | ۲۰٬۶۰۰ پوند-نیرو (۹۲ کیلونیوتن)  | ۵٫۴ | ۳۲٫۷ | ۵٬۲۱۶ پوند (۲٬۳۶۶ کیلوگرم) | بوئینگ ۷۳۷–۶۰۰، بوئینگ ۷۳۷–۷۰۰                                   |
| سی‌اف‌ام۵۶–۷بی۲۲ | ۲۲٬۷۰۰ پوند-نیرو (۱۰۱ کیلونیوتن) | ۵٫۳ | ۳۲٫۷ | ۵٬۲۱۶ پوند (۲٬۳۶۶ کیلوگرم) | بوئینگ ۷۳۷–۶۰۰، بوئینگ ۷۳۷–۷۰۰                                   |
| سی‌اف‌ام۵۶–۷بی۲۴ | ۲۴٬۲۰۰ پوند-نیرو (۱۰۸ کیلونیوتن) | ۵٫۳ | ۳۲٫۷ | ۵٬۲۱۶ پوند (۲٬۳۶۶ کیلوگرم) | بوئینگ ۷۳۷–۷۰۰، بوئینگ ۷۳۷–۸۰۰، بوئینگ ۷۳۷–۹۰۰                   |
| سی‌اف‌ام۵۶–۷بی۲۶ | ۲۶٬۳۰۰ پوند-نیرو (۱۱۷ کیلونیوتن) | ۵٫۱ | ۳۲٫۷ | ۵٬۲۱۶ پوند (۲٬۳۶۶ کیلوگرم) | بوئینگ ۷۳۷–۷۰۰، بوئینگ ۷۳۷–۸۰۰، بوئینگ ۷۳۷–۹۰۰، بوئینگ بیزینس جت |
| سی‌اف‌ام۵۶–۷بی۲۷ | ۲۷٬۳۰۰ پوند-نیرو (۱۲۱ کیلونیوتن) | ۵٫۱ | ۳۲٫۷ | ۵٬۲۱۶ پوند (۲٬۳۶۶ کیلوگرم) | بوئینگ ۷۳۷–۸۰۰، بوئینگ ۷۳۷–۹۰۰، بوئینگ بیزینس جت                 |

## قابلیت اطمینان

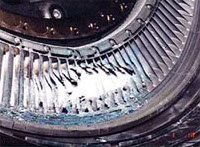
خرابی توربین موتور هواپیمای بوئینگ ۷۳۷–۳۰۰ هواپیمایی تاکا در تصویر مشخص است.

سی‌اف‌ام۵۶ دارای نرخ خاموش شدن ۱ مورد در هر ۳۳۳٬۳۳۳ ساعت عملکرد در هنگام پرواز است. رکورد استقرار روی بال پیش از نخستین بازدید این موتور به ترتیب ۳۰٬۰۰۰ ساعت در سال ۱۹۹۶، ۴۰٬۷۲۹ ساعت در سال ۲۰۰۳ و ۵۰٬۰۰۰ ساعت در سال ۲۰۱۶ است.
چندین خرابی موتور در سرویس اولیه خانواده سی‌اف‌ام۵۶ رخ داده‌است که سبب زمین‌گیری ناوگان شرکت‌ها یا طراحی دوباره موتور شده‌است. همچنین موتورها هر از گاهی از ناپایداری رانش رنج می‌بردند که منشأ این مشکل در واحد هیدرو-مکانیکی هانی‌ول بود.

### ورود باران و تگرگ
چندین حادثه ثبت شده از موتورهای سری اول سی‌اف‌ام۵۶ وجود دارد که نشان می‌دهد این موتور در شرایط باران یا تگرگ شدید از کار می‌افتد. در سال ۱۹۸۸ هر دو موتور سی‌اف‌ام۵۶ پرواز شماره ۱۱۰ هواپیمایی تاکا (آویانکای فعلی) هنگامی که هواپیما در حال عبور از میان باران و تگرگ شدید بود خاموش شد. خلبانان پرواز ناگزیر به فرود اضطراری بدون موتور در محلی در نزدیکی نیواورلئان ایالت لوئیزیانا شدند. سی‌اف‌ام‌آی با اضافه کردن یک حسگر جدید موتورها را اصلاح کرد تا سامانه احتراق را وادار به جرقه‌زنی مداوم در این شرایط کند.
در سال ۲۰۰۲ پرواز ۴۲۱ هواپیمایی گارودای اندونزی به دلیل خاموش شدن موتور بر اثر تگرگ شدید ناچار به فرود در یک رودخانه شد. این حادثه منجر به کشته شدن یک نفر از خدمه پرواز و زخمی شدن ده‌ها تن از مسافران شد. پیش از این سانحه، چندین مورد خاموشی یک یا هر دو موتور هواپیما به دلیل شرایط بد آب و هوایی رخ داده بود. پس از سه حادثه تا سال ۱۹۹۸ سی‌اف‌ام‌آی اصلاحاتی را در موتور اعمال کرد تا نحوه عملکرد موتور در شرایط باران و تگرگ را بهبود ببخشد. بهبودهای عمده ایجاد شده شامل استفاده از چرخنده بیضوی (به‌جای مخروطی) در ورودی موتور و تغییر در جدا کننده فن از تقویت‌کننده بود که باعث می‌شد تگرگ توسط هسته موتور هضم نشود. این تغییرات مانع از رخ‌دادن حادثه سال ۲۰۰۲ نشد، اما در همین ارتباط هیئت تحقیق متوجه شد که خلبانان از اقدامات صحیح برای روشن کردن دوباره موتور پیروی نکرده‌اند و این امر به سقوط هواپیما کمک کرده‌است. پس از این حادثه، توصیه‌هایی برای آموزش بهتر خلبانان به منظور اداره بهتر این شرایط و همچنین بررسی مجدد مراحل آزمایش باران و تگرگ توسط اداره هوانوردی فدرال ارائه شد. پس از آن هیچ‌گونه اصلاح موتور دیگری توصیه نشده‌است.

### خرابی تیغه فن

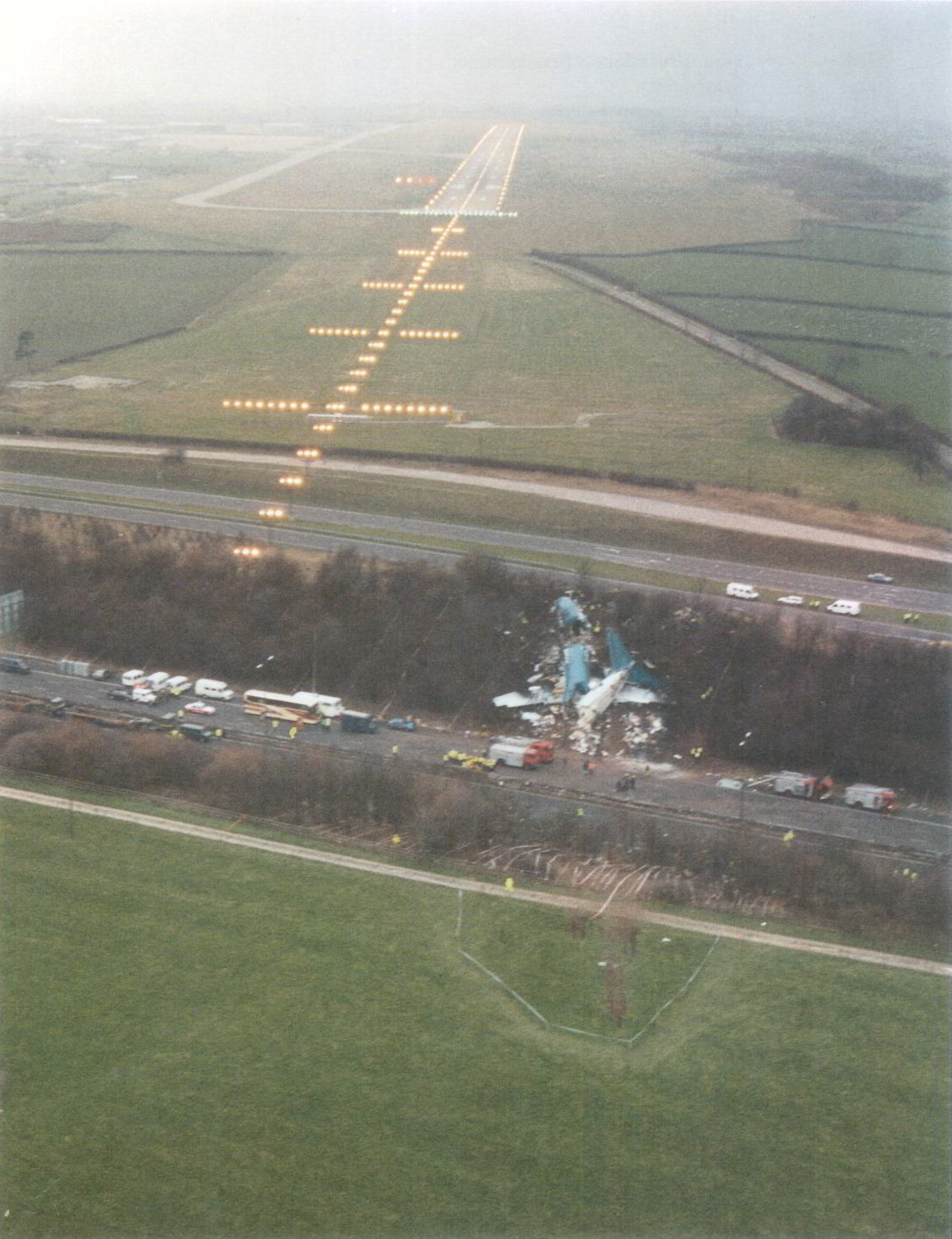
سقوط هواپیمای بوئینگ ۷۳۷–۴۰۰ هواپیمایی بریتیش میدلند پیش از باند فرود فرودگاه ایست میدلند

یکی از مواردی که با موتور سی‌اف‌ام۵۶–۳سی منجر به سانحه شد، خرابی تیغه فن بود. این حالت خرابی منجر به فاجعه هوایی کگ ورث در سال ۱۹۸۹ شد که در آن ۴۷ نفر کشته و ۷۴ نفر زخمی شدند. پس از شکست تیغه فن، خلبانان به اشتباه موتور سالم را خاموش کردند که در نتیجه موتور آسیب دیده هنگام رسیدن به تقرب پایانی برای فرود به‌طور کامل خراب شد. پس از حادثه کگ ورث، موتورهای سی‌اف‌ام۵۶ نصب شده بر روی هواپیماهای ۷۳۷–۴۰۰ دان‌ایر و بریتیش میدلند اینترنشنال نیز در شرایط مشابه دچار خرابی تیغه فن شدند. هیچ‌کدام از این حوادث منجر به سقوط یا مجروحیت نشد، اما پس از حادثه دوم، ناوگان ۷۳۷–۴۰۰ زمین‌گیر شد.
در آن زمان، آزمایش انواع مختلف موتورهای موجود اجباری نبود و آزمایش صدور گواهینامه نمی‌توانست حالت‌های ارتعاشی را که فن در حالت صعود در ارتفاع بالا تجربه می‌کند، نشان دهد. تجزیه و تحلیلی که انجام شد نشان داد که فن در این حادثه، در معرض استرس خستگی چرخه بالای بیش از حد و فراتر از شرایط آزمایش صدور گواهینامه قرار گرفته بود و این فشارهای بالاتر باعث شکستگی تیغه فن شده بود. بعد از گذشت کمتر از یک ماه از زمین‌گیری ناوگان ۷۳۷، پس از تعویض پره‌ها و صفحه‌های فن و کنترل سیستم‌های الکترونیکی موتور به منظور کاهش حداکثر رانش موتور از ۲۳٬۵۰۰ پوند-نیرو به ۲۲٬۰۰۰ پوند-نیرو، اجازه بازگشت هواپیماها به آسمان صادر شد. پس از آن، تیغه‌های فن مجدداً طراحی و بر روی تمامی موتورهای سی‌اف‌ام۵۶–۳سی۱ و سی‌اف‌ام۵۶–۳بی۲ —از جمله بیش از ۱۸۰۰ دستگاه موتوری که پیش‌تر به مشتریان تحویل داده شده— بود نصب شد.
بار دیگر در اوت ۲۰۱۶، پرواز شماره ۳۴۷۲ هواپیمایی ساوت‌وست با شکست تیغه فن روبرو شد، اما بدون حادثه به زمین نشست. اگرچه هواپیما خسارت قابل توجهی متحمل شد، اما این حادثه هیچ مجروحی در پی نداشت.

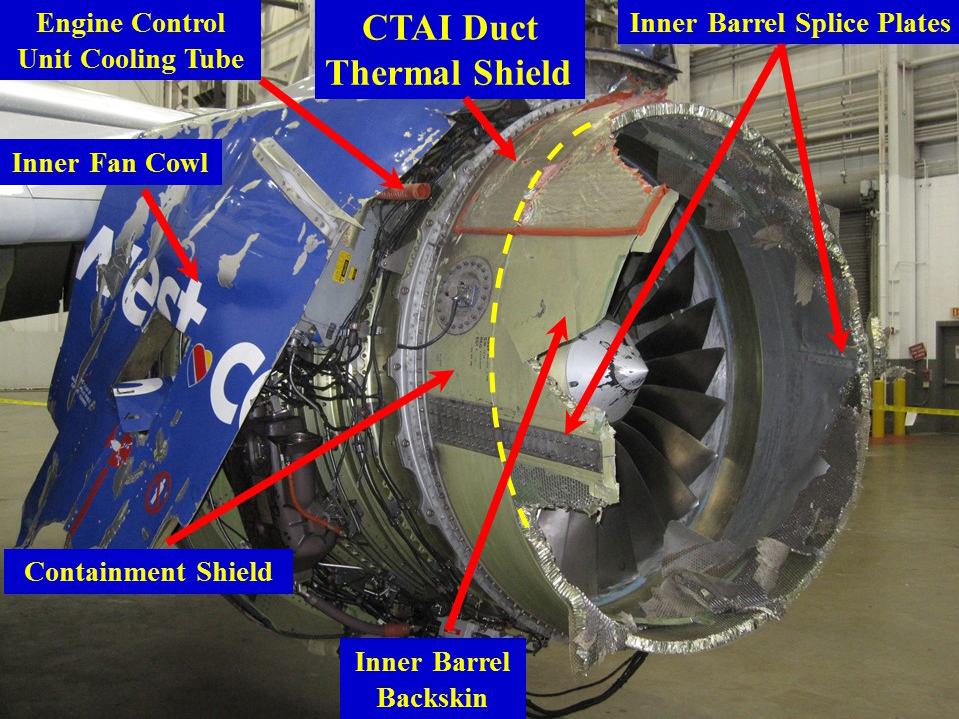
تصویر موتور آسیب دیدهٔ هواپیمای بوئینگ ۷۳۷–۷۰۰ هواپیمایی ساوت‌وست که در جریان پرواز ۱۳۸۰ آسیب شدیدی دیده‌است.

در ۱۷ آوریل ۲۰۱۸ طی پرواز شماره ۱۳۸۰ هواپیمایی ساوت‌وست به دلیل آنچه که خرابی تیغه فن به نظر می‌رسید قطعاتی از موتور به سمت پنجره هواپیما پرتاب شد. این هواپیمای بوئینگ ۷۳۷–۷۰۰ بدون مشکل فرود آمد اما بر اثر آن یک سرنشین کشته و چندین نفر زخمی شدند.

### مشکلات جریان سوخت
خطوط هوایی مختلف ۳۲ گزارش در مورد بی‌ثباتی ناگهانی رانش در مواقع مختلف در طول پرواز —از جمله تنظیم رانش زیاد در هنگام صعود به ارتفاع— را ثبت کرده‌اند که این مشکل از دیرباز وجود داشته‌است. در سال ۱۹۹۸ دو خلبان یک فروند ۷۳۷ گزارش دادند که رانش موتور هواپیمای آن‌ها به‌طور ناگهانی در طول پرواز افزایش یافته‌است. تحقیقات بعدی نشان داد که این مشکل از واحد هیدرو-مکانیکی موتور سرچشمه گرفته‌است و ممکن است به دلیل آلودگی سوخت باشد. این آلودگی را یا آب و ذرات جامدی ایجاد کرده بودند که حاصل عملکرد مواد زیست‌تخریب‌پذیر در سوخت بود یا غلظت بیش از حد از بیوسیدها که برای کاهش رشد باکتری‌ها در سوخت استفاده می‌شدند. بوئینگ به هفته‌نامه هواپیمایی و فناوری فضایی اعلام کرد که سی‌اف‌ام اینترنشنال نرم‌افزار پایش موتور خود را اصلاح کرده‌است تا با چرخاندن سوپاپ نظارت بر سوخت و شیر خودکار الکتروهیدرولیک برای تمیز کردن قرقرهٔ آن، مدت و شدت موارد ناپایداری رانش کاهش یابد. البته اعلام شد که به‌روزرسانی نرم‌افزار، راه حل قطعی رفع مشکل نیست. با این حال، سی‌اف‌ام‌آی ادعا کرد که پس از انجام این تغییر هیچ گزارش دیگری در خصوص این نوع خرابی به آن‌ها نرسیده‌است.

## هواپیماهای دارنده موتور سی‌اف‌ام۵۶
- خانواده ایرباس ای۳۲۰
  - ایرباس ای۳۱۸
- ایرباس ای۳۴۰
- بوئینگ ۷۰۷–۷۰۰ (فقط نمونه اولیه)
- بوئینگ ۷۳۷ کلاسیک
- بوئینگ ۷۳۷ نسل بعدی
  - بوئینگ ۷۳۷ ای‌ئی‌دابلیو سی
  - بوئینگ سی-۴۰ کلیپر
  - بوئینگ پی-۸ پوسایدون
- جت تجاری بوئینگ
- بوئینگ ئی-۳ سنتری
- بوئینگ ئی-۶ مرکوری
- بوئینگ کی‌سی-۱۳۵ استراتوتانکر
  - بوئینگ آرسی-۱۳۵
- داگلاس دی‌سی-۸

## مشخصات فنی
| نوع                       | -۲                                                                        | -۳                                                                        | -۵                                                              | -۵بی                                                                         | -۵سی                                                                    | -۷بی                                                                      |
| ------------------------- | ------------------------------------------------------------------------- | ------------------------------------------------------------------------- | --------------------------------------------------------------- | ---------------------------------------------------------------------------- | ----------------------------------------------------------------------- | ------------------------------------------------------------------------- |
| گونه                      | موتور توربوفن دو محوره با نسبت کنارگذر بالا، کمپرسور محوری                | موتور توربوفن دو محوره با نسبت کنارگذر بالا، کمپرسور محوری                | موتور توربوفن دو محوره با نسبت کنارگذر بالا، کمپرسور محوری      | موتور توربوفن دو محوره با نسبت کنارگذر بالا، کمپرسور محوری                   | موتور توربوفن دو محوره با نسبت کنارگذر بالا، کمپرسور محوری              | موتور توربوفن دو محوره با نسبت کنارگذر بالا، کمپرسور محوری                |
| کمپرسور                   | ۱ فن، ۳ مرحله کم‌فشار، ۹ مرحله پرفشار                                      | ۱ فن، ۳ مرحله کم‌فشار، ۹ مرحله پرفشار                                      | ۱ فن، ۳ مرحله کم‌فشار، ۹ مرحله پرفشار                            | ۱ فن، ۴ مرحله کم‌فشار، ۹ مرحله پرفشار                                         | ۱ فن، ۴ مرحله کم‌فشار، ۹ مرحله پرفشار                                    | ۱ فن، ۳ مرحله کم‌فشار، ۹ مرحله پرفشار                                      |
| محفظه احتراق              | حلقوی (دو حلقه‌ای برای انواع -۵بی/۲ و -۷بی/۲)                              | حلقوی (دو حلقه‌ای برای انواع -۵بی/۲ و -۷بی/۲)                              | حلقوی (دو حلقه‌ای برای انواع -۵بی/۲ و -۷بی/۲)                    | حلقوی (دو حلقه‌ای برای انواع -۵بی/۲ و -۷بی/۲)                                 | حلقوی (دو حلقه‌ای برای انواع -۵بی/۲ و -۷بی/۲)                            | حلقوی (دو حلقه‌ای برای انواع -۵بی/۲ و -۷بی/۲)                              |
| توربین                    | ۱ مرحله پرفشار، ۴ مرحله کم‌فشار                                            | ۱ مرحله پرفشار، ۴ مرحله کم‌فشار                                            | ۱ مرحله پرفشار، ۴ مرحله کم‌فشار                                  | ۱ مرحله پرفشار، ۴ مرحله کم‌فشار                                               | ۱ مرحله پرفشار، ۵ مرحله کم‌فشار                                          | ۱ مرحله پرفشار، ۴ مرحله کم‌فشار                                            |
| سامانه کنترل پرواز هواگرد | هیدرو-مکانیک + واحد کنترل الکترونیک موتور                                 | هیدرو-مکانیک + واحد کنترل الکترونیک موتور                                 | سامانه واپایش‌گر عملکرد موتور دوقلو                              | سامانه واپایش‌گر عملکرد موتور دوقلو                                           | سامانه واپایش‌گر عملکرد موتور دوقلو                                      | سامانه واپایش‌گر عملکرد موتور دوقلو                                        |
| طول                       | ۲۴۳ سانتیمتر (۹۶ اینچ)                                                    | ۲۳۶٫۴ سانتیمتر (۹۳٫۱ اینچ)                                                | ۲۴۲٫۲ سانتیمتر (۹۵٫۴ اینچ)                                      | ۲۵۹٫۹۷ سانتیمتر (۱۰۲٫۳۵ اینچ)                                                | ۲۶۲٫۲ سانتیمتر (۱۰۳٫۲ اینچ)                                             | ۲۵۰٫۸ سانتیمتر (۹۸٫۷ اینچ)                                                |
| عرض                       | ۱۸۳–۲۰۰ سانتیمتر (۷۲–۷۹ اینچ)                                             | ۲۰۱٫۸ سانتیمتر (۷۹٫۴ اینچ)                                                | ۱۹۰٫۸ سانتیمتر (۷۵٫۱ اینچ)                                      | ۱۹۰٫۸ سانتیمتر (۷۵٫۱ اینچ)                                                   | ۱۹۴٫۶ سانتیمتر (۷۶٫۶ اینچ)                                              | ۲۱۱٫۸ سانتیمتر (۸۳٫۴ اینچ)                                                |
| ارتفاع                    | ۲۱۴–۲۱۶ سانتیمتر (۸۴–۸۵ اینچ)                                             | ۱۸۱٫۷ سانتیمتر (۷۱٫۵ اینچ)                                                | ۲۱۰٫۱ سانتیمتر (۸۲٫۷ اینچ)                                      | ۲۱۰٫۵ سانتیمتر (۸۲٫۹ اینچ)                                                   | ۲۲۵ سانتیمتر (۸۹ اینچ)                                                  | ۱۸۲٫۹ سانتیمتر (۷۲٫۰ اینچ)                                                |
| وزن خشک                   | ۲٬۱۳۹–۲٬۲۰۰ کیلوگرم ۴٬۷۱۶–۴٬۸۵۰ پوند                                      | ۱٬۹۵۴–۱٬۹۶۶ کیلوگرم ۴٬۳۰۸–۴٬۳۳۴ پوند                                      | ۲٬۳۳۱ کیلوگرم ۵٬۱۳۹ پوند                                        | ۲٬۴۵۴٫۸–۲٬۵۰۰٫۶ کیلوگرم ۵٬۴۱۲–۵٬۵۱۳ پوند                                     | ۲٬۶۴۴٫۴ کیلوگرم ۵٬۸۳۰ پوند                                              | ۲٬۳۸۶–۲٬۴۳۱ کیلوگرم ۵٬۲۶۰–۵٬۳۵۹ پوند                                      |
| رانش برخاست               | ۱۰۶٫۷۶–۹۵٫۹۹ کیلونیوتن ۲۴٬۰۰۰–۲۱٬۵۸۰ پوند-نیرو                            | ۸۹٫۴۱–۱۰۴٫۶ کیلونیوتن ۲۰٬۱۰۰–۲۳٬۵۲۰ پوند-نیرو                             | ۹۷٫۸۶–۱۱۷٫۸۷ کیلونیوتن ۲۲٬۰۰۰–۲۶٬۵۰۰ پوند-نیرو                  | ۱۳۳٫۴۵–۱۴۲٫۳۴ کیلونیوتن ۳۰٬۰۰۰–۳۲٬۰۰۰ پوند-نیرو                              | ۱۳۸٫۷۸–۱۵۱٫۲۴ کیلونیوتن ۳۱٬۲۰۰–۳۴٬۰۰۰ پوند-نیرو                         | ۹۱٫۶۳–۱۲۱٫۴۳ کیلونیوتن ۲۰٬۶۰۰–۲۷٬۳۰۰ پوند-نیرو                            |
| نسبت نیرو به وزن          | ۴٫۴۹–۴٫۹                                                                  | ۴٫۴۹–۵٫۲۲                                                                 | ۴٫۲–۵٫۶                                                         | ۵٫۴۴–۵٫۹                                                                     | ۵٫۲۵–۵٫۷۲                                                               | ۳٫۸۴–۵                                                                    |
| ۱۰۰٪ دور بر دقیقه         | کم‌فشار ۵۱۷۶، پرفشار ۱۴۴۶۰                                                 | کم‌فشار ۵۱۷۹، پرفشار ۱۴۴۶۰                                                 | کم‌فشار ۵۰۰۰، پرفشار ۱۴۴۶۰                                       | کم‌فشار ۵۰۰۰، پرفشار ۱۴۴۶۰                                                    | کم‌فشار ۴۷۸۴، پرفشار ۱۴۴۶۰                                               | کم‌فشار ۵۱۷۵، پرفشار ۱۴۴۶۰                                                 |
| مدل‌ها                     | -۲                                                                        | -۳                                                                        | -۵                                                              | -۵بی                                                                         | -۵سی                                                                    | -۷بی                                                                      |
| جریان هوا بر ثانیه        | ۷۸۴–۸۱۷ پوند ۳۵۶–۳۷۱ کیلوگرم                                              | ۶۳۸–۷۱۰ پوند ۲۸۹–۳۲۲ کیلوگرم                                              | ۸۱۶–۸۷۶ پوند ۳۷۰–۳۹۷ کیلوگرم                                    | ۸۱۱–۹۶۸ پوند ۳۶۸–۴۳۹ کیلوگرم                                                 | ۱٬۰۲۷–۱٬۰۶۵ پوند ۴۶۶–۴۸۳ کیلوگرم                                        | ۶۷۷–۷۸۲ پوند ۳۰۷–۳۵۵ کیلوگرم                                              |
| نسبت کنار گذر             | ۵٫۹–۶٫۰                                                                   | ۵٫۹–۶٫۰                                                                   | ۶٫۰–۶٫۲                                                         | ۵٫۴–۶٫۰                                                                      | ۶٫۴–۶٫۵                                                                 | ۵٫۱–۵٫۵                                                                   |
| حداکثر نرخ فشار کلی       | ۳۰٫۵–۳۱٫۸                                                                 | ۲۷٫۵–۳۰٫۶                                                                 | ۳۱٫۳                                                            | ۳۲٫۶–۳۵٫۵                                                                    | ۳۷٫۴–۳۸٫۳                                                               | ۳۲٫۸                                                                      |
| قطر فن                    | ۶۸٫۳ اینچ (۱۷۳ سانتیمتر)                                                  | ۶۰ اینچ (۱۵۲ سانتیمتر)                                                    | ۶۸٫۳ اینچ (۱۷۳ سانتیمتر)                                        | ۶۸٫۳ اینچ (۱۷۳ سانتیمتر)                                                     | ۷۲٫۳ اینچ (۱۸۴ سانتیمتر)                                                | ۶۱ اینچ (۱۵۵ سانتیمتر)                                                    |
| کاربردها                  | بوئینگ کی‌سی-۱۳۵ استراتوتانکر، بوئینگ ۷۰۷, داگلاس دی‌سی-۸-۷۰                | بوئینگ ۷۳۷ کلاسیک                                                         | خانواده ایرباس ای۳۲۰/ایرباس ای۳۱۹                               | خانواده ایرباس ای۳۲۰                                                         | ایرباس ای۳۴۰-۲۰۰/۳۰۰                                                    | بوئینگ ۷۳۷ نسل بعد                                                        |
| مصرف سوخت ویژه برخاست     | ۰٫۳۶۶–۰٫۳۷۶ پوند بر پوند-نیرو بر ساعت ۱۰٫۴–۱۰٫۷ گرم بر کیلونیوتن بر ثانیه | ۰٫۳۸۶–۰٫۳۹۶ پوند بر پوند-نیرو بر ساعت ۱۰٫۹–۱۱٫۲ گرم بر کیلونیوتن بر ثانیه | ۰٫۳۳۱۶ پوند بر پوند-نیرو بر ساعت ۹٫۳۹ گرم بر کیلونیوتن بر ثانیه | ۰٫۳۲۶۶–۰٫۳۵۳۶ پوند بر پوند-نیرو بر ساعت ۹٫۲۵–۱۰٫۰۲ گرم بر کیلونیوتن بر ثانیه | ۰٫۳۲۶–۰٫۳۳۶ پوند بر پوند-نیرو بر ساعت ۹٫۲–۹٫۵ گرم بر کیلونیوتن بر ثانیه | ۰٫۳۵۶–۰٫۳۸۶ پوند بر پوند-نیرو بر ساعت ۱۰٫۱–۱۰٫۹ گرم بر کیلونیوتن بر ثانیه |

## یادداشت
1. ↑  CFM International
2. ↑  Safran Aircraft Engines
3. ↑  GE Aviation
4. ↑  Avio S.p.A
5. ↑  Honeywell International
6. ↑  Pratt & Whitney
7. ↑  Rolls-Royce Holding plc
8. ↑  United Sates Air force
9. 1 2 3  جریان اگزوز مخلوط به موتورهای توربوفن مربوط می‌شود (هر دو نوع با کنارگذر بالا و پایین) که در آن هر دو جریان هوای داغ خارج شده از هسته و هوای سرد کنارگذر از یک نازل خروجی عبور می‌کنند. در این حالت جریان‌های خروجی هسته و کنارگذر با یکدیگر مخلوط می‌شود.
10. 1 2  جریان اگزوز مخلوط نشده مربوط به موتورهای توربوفن است (به‌طور معمول با کنارگذر بالا) که در آن جریان خنک کنارگذر از جریان داغ هسته جدا بوده بدون اختلاط از اگزوز خارج می‌شود. در این حالت دو نقطه خروج جریان در پشت موتور وجود دارد. محفظه کنار گذر کوتاه‌تر و پهن‌تر بوده و خروجی هسته تا پشت موتور امتداد دارد. به این حالت اگزوز بدون اختلاط می‌گویند.
11. ↑  "تنظیم موتور" به‌طور کلی به حفظ هماهنگی اجزای یک موتور با یکدیگر اشاره دارد. به عنوان مثال حفظ تنظیم مناسب موتور می‌تواند به معنای تنظیم جریان هوا برای پایش مقدار مناسب جریان هوای عبوری از کمپرسور پرفشار برای شرایط خاص پرواز باشد.
12. ↑  شورون (به انگلیسی: Chevron) نام بخش‌های دندانه اره‌ای متصل به نازل اگزوز برخی از موتورهای جت است. کاربرد اصلی آن‌ها کاهش نویز جت است.
13. ↑  شفت کم‌فشار در یک موتور دارای دو شفت، شفتی است که به وسیلهٔ توربین کم‌فشار می‌چرخد. به‌طور معمول بخش‌های فن و تقویت‌کننده که به عنوان کمپرسور کم‌فشار شناخته می‌شوند بر روی این شفت قرار می‌گیرد.
14. ↑  وزن خشک وزن یک موتور بدون هرگونه محلول از جمله سوخت و روغن در آن است.